# Enigma (gép)

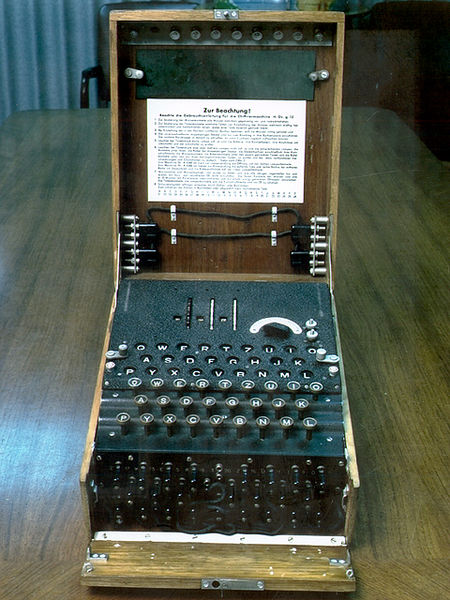
Egy német katonai háromtárcsás Enigma billentyűzettel, kapocstáblával, lámpákkal és forgótárcsákkal

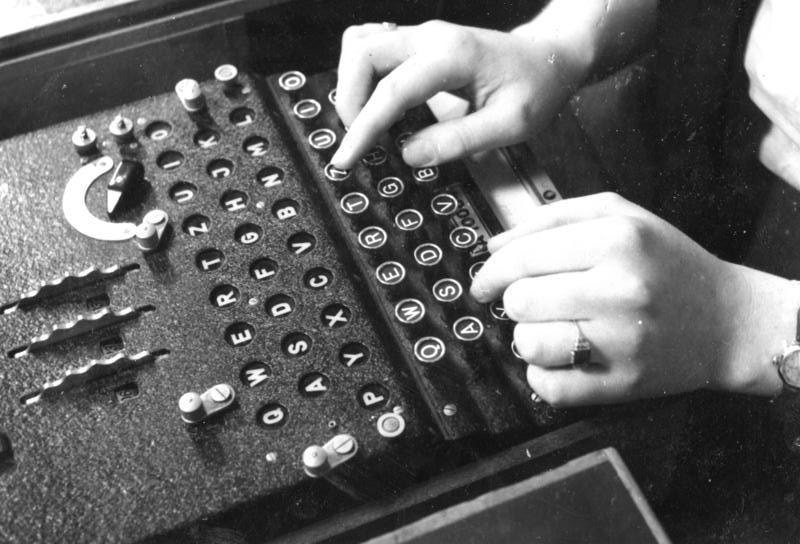
Egy Enigma használat közben (1943)

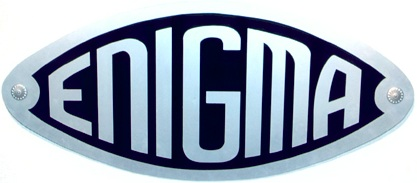
Az Enigma logója

Az Enigma  üzenetek sifrírozására (titkosítására, kriptográfiai kódolására, rejtjelezésére) és desifrírozására (visszafejtésére) használt, német gyártmányú, forgótárcsás, elektromechanikus berendezés márkaneve. Az „Enigma“ szó a görög (αίνιγμα) szóból ered, melynek jelentése: rejtély, rejtvény.

Az első Enigmát Arthur Scherbius német mérnök fejlesztette ki az első világháború végén. Ezt a modellt, illetve változatait az 1920-as évektől kereskedelmi céllal kezdték el alkalmazni. Használták már a spanyol polgárháborúban is, majd a második világháború kitörése előtt szolgálatba állította számos ország, többek között a Harmadik Birodalom is. Az Enigmát használói abszolút biztonságosnak tartották, mivel az ezzel kódolt szövegek hagyományos módon megfejthetetlenek voltak. Használói azonban nem számoltak azzal, hogy a gép által generált titkos szöveget egy másik géppel meg lehet fejteni. Az Enigma feltörhetetlennek tartott kódolását az angolok és a franciák kudarcai után először a lengyel Marian Rejewski vezette, kriptográfusokból és matematikusokból álló csoport törte fel 1932-ben. A lengyelek munkája alapján a későbbi változatokat a Bletchley Parkban a szövetséges csoport fejtette meg elektromechanikus, később elektronikus számítógépekkel. 1940-től a világháború végéig a legtöbb német üzenetet meg tudták fejteni. 1943-ban havi 80 000 üzenetet, azaz naponta mintegy 2500 üzenetet törtek fel. A britektől ULTRA kódnevet kapott hírszerzési információkat szigorú titoktartás övezte. Külön csapat gondoskodott „legendák” gyártásáról, más esetekben a megfejtés eredményének ismeretében sem tettek olyasmit, amitől az ellenség gyanút foghatott volna. Így is több évvel rövidítették meg a háborút, ezzel megmentve közvetlenül több százezer, közvetve pedig több millió (koncentrációs táborban szenvedő) ember életét. Az Enigma feltörését az 1970-es évek elejéig titokban tartották. 
A második világháború történetét a titkos hadviselés tényeinek ismeretében vizsgálva meglepő következtetés adódik: A küzdelmet végső soron nem a pusztító hadi gépezetek döntötték el, hanem az, hogy a szabad ember legyőzhetetlen, hogy a szabad lélek leleményes. Az emberi ellenállás szellemét nem törheti meg a puszta technológia.

## Fejlesztése és története

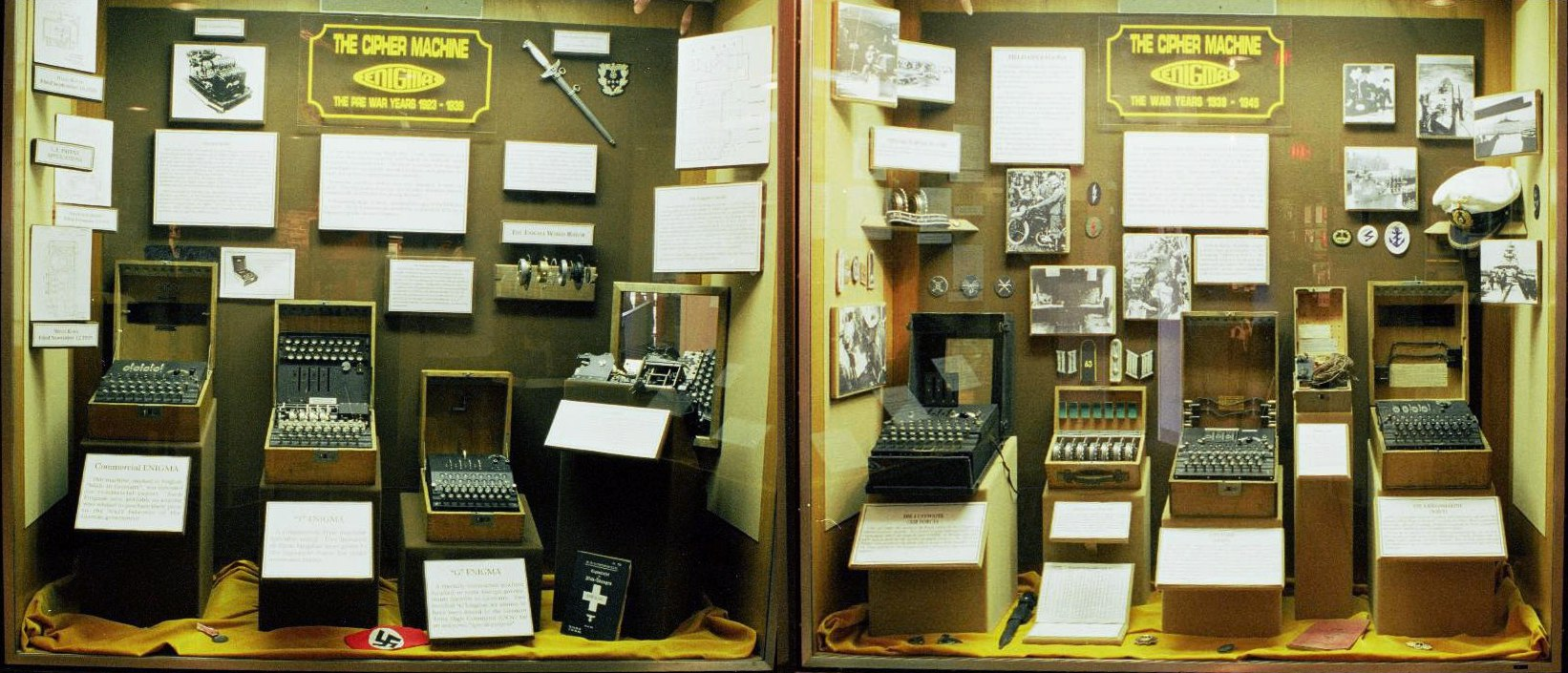
Hét különböző Enigma modell az amerikai Nemzeti Kriptográfiai Múzeumból. Balról jobbra: 1. Kereskedelmi Enigma 2. Enigma T 3. Enigma G 4. Azonosítatlan modell 5. Luftwaffe Enigma 6. Heer / Wehrmacht Enigma 7. Kriegsmarine Enigma—M4

Az Enigma nem egyetlenegy berendezés volt, hanem számos modellből álló termékcsalád. Az első Enigma gépeket kereskedelmi célokra készítették az 1920-as évek elején. Az 1920-as évek közepétől a német haderő különféle fegyvernemei is használni kezdték, és a biztonság növelésére több változtatást is végrehajtottak. Más országok is használták vagy az Enigmát, vagy az Enigma alapján tervezett saját titkosító gépüket.

### A kereskedelmi Enigma

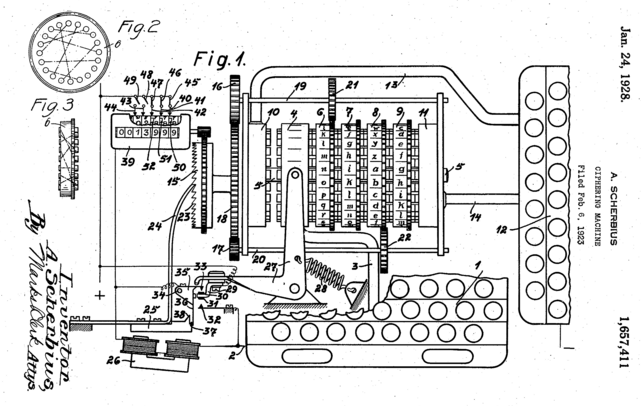
Scherbius Enigma-szabadalma 1928-ból –

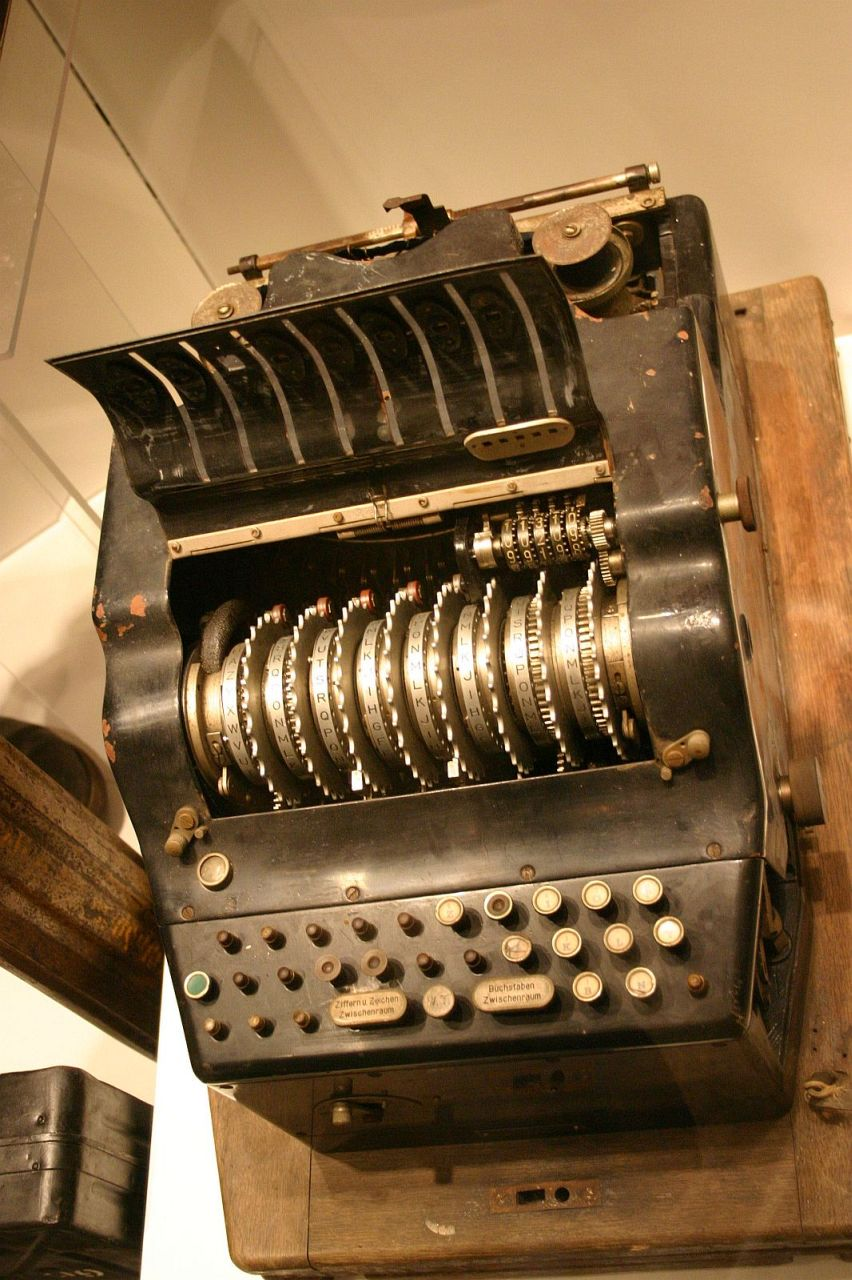
Egy ritka nyolctárcsás, nyomtatós Enigma II.

Enigma az orosz fronton

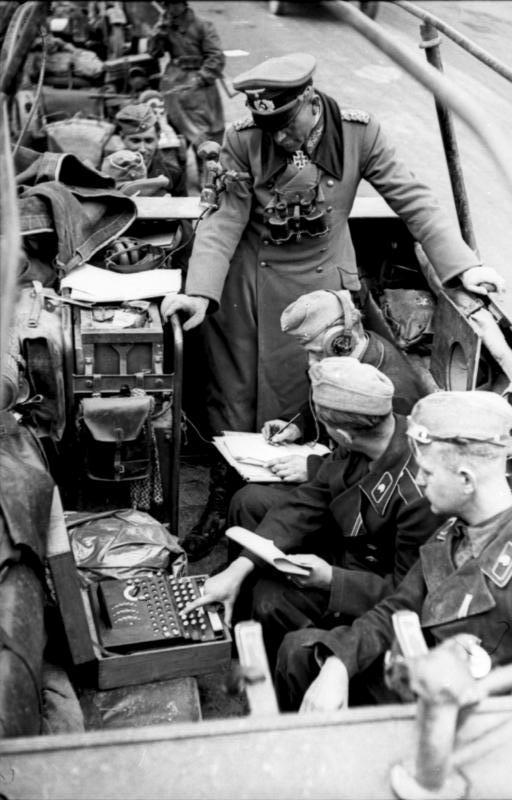
Guderian tábornok várja a rádióüzenet dekódolását. (1940 májusa, Franciaország)

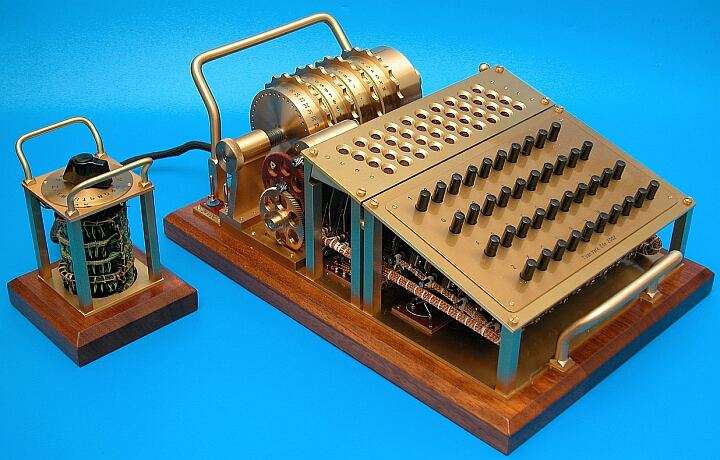
Tatjana van Vark Enigma alapján készült tárcsás gépe

1918. február 23-án Arthur Scherbius német mérnök egy forgótárcsás titkosító gépre jegyzett be szabadalmat, és E. Richard Ritterrel együtt megalapította a Scherbius & Ritter céget. A találmánnyal megkeresték a német haditengerészetet és a külügyminisztériumot, de egyiket sem érdekelte a dolog. A szabadalmi jogokat átruházták a Gewerkschaft Securitasra, amely 1923. július 9-én megalapította a Chiffriermaschinen Aktien-Gesellschaftot (Sifrírozógép Részvénytársaság). Scherbius és Ritter a cég igazgatótanácsába kerültek.
A Chiffriermaschinen AG az Egyetemes Postaegyesület 1923-as és 1924-es kongresszusán is kiállította a tárcsás sifrírozógépét, az Enigma A-t. Ez az írógéppel felszerelt első változat nehéz és ormótlan volt: 65×45×35 centiméter, közel 50 kilogramm. A B modell is hasonlóan nézett ki. Bár mindkettőt Enigmának hívták, az A és a B modell nem sokban hasonlított a későbbiekre: nem csak nagyobbak és nehezebbek voltak, de kriptográfiai szempontból is eltértek, mivel nem volt bennük fordító.
A fordító ötletét Willi Korn, Scherbius egyik kollégája vetette fel, és az 1926-ban megjelent Enigma C-t már fordítóval is felszerelték. A fordító az Enigma gépek egyik kulcsfontosságú alkatrésze.
Az Enigma C az elődjeinek kisebb méretű és könnyebben hordozható változata volt. A súly csökkentése érdekében már nem rendelkezett írógéppel – az operátor az Enigma-művelet utáni betűket kis lámpákból olvasta ki. Az A, B és C modellek az Enigma D 1927-es megjelenésével hamar eltűntek. A D modell átütő kereskedelmi sikert aratott, többek között használták Svédországban, Hollandiában, az Egyesült Királyságban, Japánban, Olaszországban, Spanyolországban, az Egyesült Államokban és Lengyelországban.

### A katonai Enigma
A német fegyveres erők közül elsőként a haditengerészet vezette be az Enigmát. A Funkschlüssel C nevet kapott rendszert 1925-ben kezdték el gyártani, és a következő évben rendszeresítették. A billentyűzeten és a lámpasorban 29 betű volt: az A–Z, az Ä, az Ö és az Ü. Ezeket ábécé-sorrendben, és nem az írógépeken megszokott QWERTZ kiosztásban helyezték el. A tárcsáknak 28 érintkezőjük volt – a 29. betű az X volt, amely sifrírozás nélkül haladt át a tárcsákon. A géphez öt tárcsa készült, ezekből hármat használtak. A fordítót négyféle pozícióba lehetett behelyezni: α, β, γ és δ helyzetbe. A modell 1933-ban apróbb változtatásokon esett át.
1928. július 15-ére a német hadsereg, a Reichswehr hadrendbe állította a saját Enigma-változatát, az Enigma G-t – ezt 1930 júniusában Enigma I-re nevezték át. Emellett az Enigma I-et még Wehrmacht-Enigmaként is ismert volt, a hadseregen kívül számos egyéb katonai és polgári szervezet használta – többek között például a német vasút, a Deutsche Reichsbahn. Az Enigma I és a kereskedelmi Enigma közötti lényeges különbség a kapocstáblában rejlett, mivel a betűcseréléssel lényegesen megnövekedett a gép kriptográfiai ereje. Eltért még a rögzített fordító és a léptető bemetszések helye: a tárcsáról a mozgatható betűgyűrűkre került. A gép mérete 28×34×15 centiméter volt, tömege 12 kilogramm.
1930-tól a hadsereg arról kezdte győzködni a haditengerészetet, hogy az erősebb titkosítást lehetővé tevő kapocstábla, valamint a fegyvernemek közötti kommunikáció megkönnyítése érdekében álljanak át az Enigma I-re, amibe a Kriegsmarine 1934-ben végül beleegyezett. A haditengerészeti változat a Funkschlüssel M avagy M3 nevet kapta. Míg a hadsereg Enigmája három tárcsát használt, a haditengerészet a magasabb szintű biztonság kedvéért öt tárcsából választott hármat minden üzenethez.
1938 decemberében a hadsereg is kiadott két további tárcsát. 1938-ban a haditengerészet is előírt még két tárcsát a tárcsaválasztékához, majd 1939-ben még egyet, így akkor már nyolc tárcsából kellett hármat választani. 1935 augusztusában a Luftwaffe is átvette a Wehrmacht Enigmáját. A tengeralattjárók számára a Kriegsmarine 1942. február 1-jén bevezette az M4-es Enigmát. A négytárcsás változat negyedik tárcsáját a vékonyított fordító mellé tették be.
Az Enigma II egy nagyméretű, nyolctárcsás, írógépes változat volt. 1933-ban a Biuro Szyfrów, a lengyel hadsereg rejtjelfejtő részlege kiderítette, hogy ezt magas szintű katonai távközléseknél használták, de hamarosan kivonták a forgalomból, mivel megbízhatatlannak bizonyult és gyakran beragadt.
Az Abwehr az Enigma G-t használta. Ennek a modellnek négy tárcsája volt, tárcsánként több léptető vágattal, nem rendelkezett kapocstáblával, viszont leütésszámlálóval igen. Ez utóbbi miatt kapta a Zählwerk Enigma („számláló”) nevet.
Más országok is bevezették az Enigmát. Az olasz haditengerészet a kereskedelmi Enigmát vette meg, ahogy a spanyol polgárháború alatt a spanyol haditengerészet is. Ezeket a kapocstábla nélküli változatokat feltörték a brit kódfejtők. A svájciak a kereskedelmi Enigma D-hez sokban hasonló K modellt használták katonai és diplomáciai célokra. Ezt a kódot számos ország megfejtette, többek között Lengyelország, Franciaország, Nagy-Britannia és az USA. A japánok számára készült az Enigma T („Tirpitz”), amely a kereskedelmi Enigma K japán használatra módosított változata.
Becslések szerint több mint 100 000 Enigma gép készült. A második világháború után a szövetségesek az akkor még biztonságosnak hitt Enigmákat számos fejlődő országnak adták el.

## Típusai
A következő táblázat mutatja az Enigma főbb típusait, ahol az év az első alkalmazás ideje:
| Az Enigma főbb típusai, az első alkalmazás évével | Az Enigma főbb típusai, az első alkalmazás évével | Az Enigma főbb típusai, az első alkalmazás évével | Az Enigma főbb típusai, az első alkalmazás évével | Az Enigma főbb típusai, az első alkalmazás évével | Az Enigma főbb típusai, az első alkalmazás évével | Az Enigma főbb típusai, az első alkalmazás évével |
| Modell                                            | Év                                                | Tárcsák                                           | Helyzetek                                         | Fordító                                           | Vágatok                                           | Ref                                               |
| ------------------------------------------------- | ------------------------------------------------- | ------------------------------------------------- | ------------------------------------------------- | ------------------------------------------------- | ------------------------------------------------- | ------------------------------------------------- |
| Enigma I.                                         | 1930                                              | 3 a 3 (5)-ból                                     | 6 (60)                                            | 1 (3) rögzített                                   | 1                                                 | Kruh 3                                            |
| Enigma II.                                        | 1932                                              | 3 a 3-ból                                         | 6                                                 | 1 rögzített                                       | 1                                                 | Pröse 50                                          |
| Enigma A.                                         | 1923                                              | 4 (8)                                             | 1                                                 | nincs                                             | hajtott                                           | Kruh 2                                            |
| Enigma B.                                         | 1924                                              | 2×4                                               | 1                                                 | nincs                                             | hajtott                                           | Pröse 50                                          |
| Enigma C.                                         | 1926                                              | 3                                                 | 1                                                 | 1 rögzített                                       | 1                                                 | Kruh 5ff                                          |
| Enigma D.                                         | 1927                                              | 3                                                 | 1                                                 | 1 cserélhető                                      | 1                                                 | Bauer 114                                         |
| Enigma G.                                         | 1936                                              | 3 a 3-ból                                         | 6                                                 | forgó                                             | 11,15,17                                          | Hamer                                             |
| Enigma K.                                         | 1938                                              | 3 a 3-ból                                         | 6                                                 | 1 rögzített                                       | 1                                                 | Hamer 10ff                                        |
| Enigma M.                                         | 1934                                              | 3 az 5-ből                                        | 60                                                | 1 rögzített                                       | 1                                                 |                                                   |
| Enigma M1.                                        | 1934                                              | 3 a 6-ból                                         | 120                                               | 1 rögzített                                       | 1 (2)                                             | Pröse 50                                          |
| Enigma M2.                                        | 1938                                              | 3 a 7-ből                                         | 210                                               | 1 rögzített                                       | 1 (2)                                             | Pröse 50                                          |
| Enigma M3.                                        | 1939                                              | 3 a 8-ból                                         | 336                                               | 1 rögzített                                       | 1 (2)                                             |                                                   |
| Enigma M4.                                        | 1942                                              | 4 a 8+2-ből                                       | 1344                                              | 2 cserélhető                                      | 1 (2)                                             |                                                   |
| Enigma M5.                                        | (1945)                                            | 4 a 12-ből                                        | 23760                                             | 2 rögzített                                       | választható                                       | Pröse 44                                          |
| Enigma M10.                                       | (1945)                                            | 4 a 12-ből                                        | 23760                                             | 2 rögzített                                       | választható                                       | Pröse 44                                          |
| Enigma T.                                         | 1942                                              | 3 a 8-ból                                         | 336                                               | 1 cserélhető                                      | 5                                                 |                                                   |
| Enigma Z.                                         | 1931                                              | 3 a 3-ból                                         | 6                                                 | 1 cserélhető                                      | 1                                                 | Quirantes                                         |

A leggyakoribb modellek (Enigma I, Enigma M3 és Enigma M4 ) és elődeik (Enigma A – Enigma D) és a továbbiakban tekintett Enigma G és Enigma K mellett még az Enigma T-t is meg kell említenünk, ami a Japánnal való kapcsolattartásra szolgált, bár alig használták. Tirpitz-gépnek is nevezték; ennek nem volt kapocstáblája, de volt állítható, nem forgó fordítója, nyolc tárcsája, egyenként öt léptető vágattal, amik közül mindig öt választódott ki.
Az M4 és a Schlüsselgerät 39 alapján kifejlesztett Enigma M5 négy tárcsát használó gép volt összesen tizenkét tárcsával, amivel a tárcsák helyzetének lehetséges száma 2×(12×11×10×9) = 23 760. A gép tartalmazott továbbá úgynevezett „Lückenfüllerwalzen”-t (lyukkitöltő tárcsát), más néven „Wahllückenwalzen”-t (lyukválasztó tárcsát), amik lehetővé tették, hogy tetszőleges számban és helyen blokkolják a továbbkapcsolást. Ezeket a beállításokat kulcstól függően változtathatták volna, és a kódot még erősebbé tehették volna. Az Enigma M10 e mellett nyomtatót is tartalmazott a nyílt és a titkos szöveg nyomtatására. Bevezetésüket 1945 nyarára tervezték az összes fegyvernemnél.
Az Enigma Z nem betűket, hanem számokat rejtjelezett, ennek megfelelően kisebb tárcsákat tartalmazott. A betűkkel írt diplomáciai szöveget először számokra kellett átírni. A németek 1931 januárjában kínálták fel Spanyolországnak, de a kormányzat ehelyett a Kryha mellett döntött.

## Részei

Az Enigmában folyó áram útját mutató ábrán az látszik, hogy az A gomb lenyomásával kigyullad a D lámpa. A D-ből ugyanígy lesz A, de az A-ból soha sem lesz megint A. Ez volt az Enigma-kód egyik nagy nehézsége, ám ugyanezt lehetett kihasználni a kód feltöréséhez is

Az Enigma tárcsák kódolása két egymást követő betűnél. Az áram átfolyik az egymás után kapcsolt tárcsákon, megfordul a fordítóban, és újra átfolyik a tárcsákon. Szürke vonalak jelzik a tárcsákon belüli egyéb útvonalakat. Az A betű két egymást követő leütésnél más és más betűt ad – itt a példában először G-t, utána pedig C-t. Ez azért van, mert a két leütés között a jobb oldali tárcsa egyet elfordult, és az áram már teljesen más utat jár be. Több leütés után a többi tárcsa is előbb-utóbb elfordul

Az Enigma forgótárcsás rejtjelező gép, amely a sifrírozáshoz mechanikus és elektromos elemeket egyaránt használ. A berendezés mechanikus része egy alfanumerikus billentyűzetből, néhány, közös tengelyen forgó tárcsából, valamint egy, a billentyűk leütésével működtetett tárcsaléptető mechanizmusból áll. Maga a mechanizmus modellről modellre változott: a jobb oldali tárcsa minden egyes leütés után egyet lépett, míg a többi tárcsa adott leütésenként lépett csak egy-egyet. Az egymáshoz képest eltérően elforduló tárcsák hatására az egyes leütésekkel sifrírozott betű mindig más-más lett.
Az Enigma mechanikus alkatrészei állandóan változó áramkört hoztak létre. A titkosítás betűcserével történt: a titkosítandó betűt a billentyűzeten leütötték, az áramkör zárult, és kigyulladt a sifrírozott betűnek megfelelő lámpa. Az AN üzenet titkosításához tehát a kezelő először leüti az A billentyűt, mire kigyullad például a Z lámpa – tehát a titkosított üzenet első betűje a Z. Utána leüti az N billentyűt, amire kigyullad az R. A sifrírozott eredmény tehát esetünkben ZR.
Az Enigma működését a bal oldali ábra mutatja. Az ábra egyszerűsített: a teljes Enigma gépnek csupán négy alkatrésze látható – valójában 26 lámpa és billentyű, számos dugasz, valamint legalább három, tárcsán belüli kapcsolás határozta meg az áram útját. Egy billentyű leütésekor az akkumulátorból áram folyt át a kapocstáblán, ahol – a billentyűzet és a tárcsa között – további betűcserét lehetett végrehajtani. A Wehrmacht Enigmájában három, a Kriegsmarine és az Abwehr Enigmájában négy forgótárcsa volt, amelyeken az áram eljutott a tárcsák végén található fordítóhoz. A fordító egy teljesen más úton küldte vissza az áramot újra a tárcsákon, valamint egy esetleges másik kapocstábla átkötésén át a sifrírozott betű lámpájáig.
Az állandóan elforduló tárcsák miatt az Enigma polialfabetikus rejtjelet hozott létre: ez lényegesen megnövelte az Enigma-kód biztonságát.

### Tárcsák

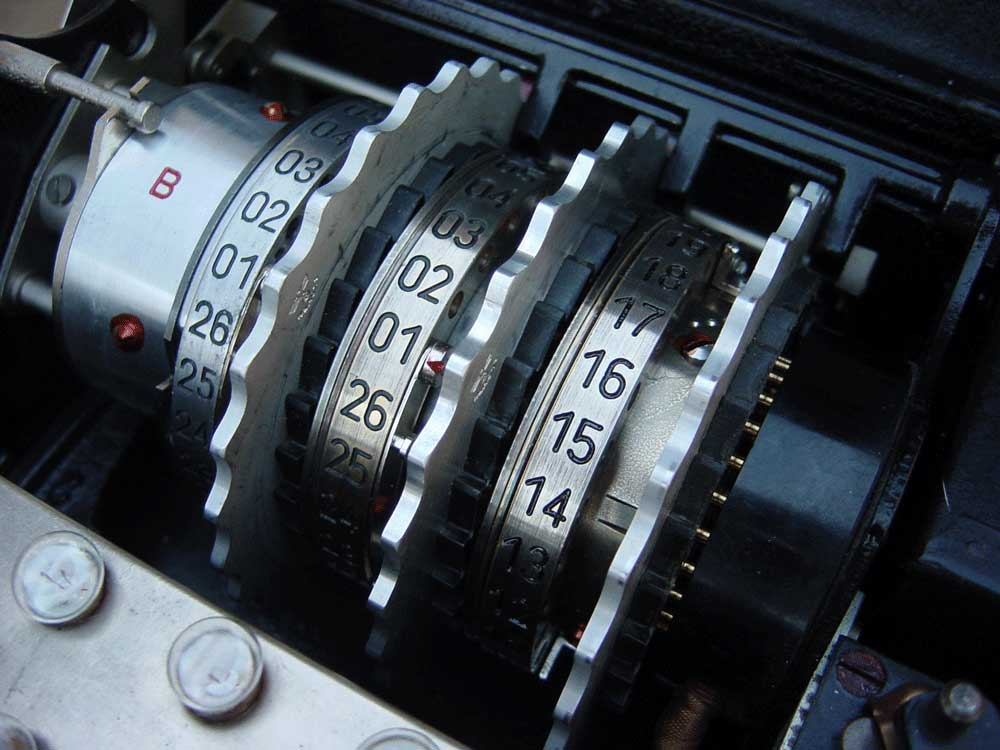
Az Enigma tárcsái. A Wehrmacht változatában a három forgó tárcsa közé két fixen álló tárcsát helyeztek be. A beviteli tárcsa a jobb oldalon található, az itt B jelű fordító pedig a balon

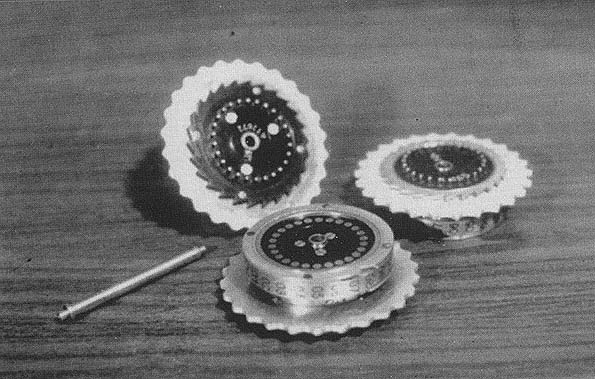
Három Enigma tárcsa és a használatukhoz szükséges tengely

A tárcsák adták az Enigma gép jelentőségét. Mindegyik tárcsa egy nagyjából 10 cm átmérőjű keménygumi- (ebonit-) vagy bakelitkorong volt, amelynek egyik oldalán rugós bronztüskék, a másikon pedig ugyanannyi elektromos érintkező kapott helyet. A tüskék és az érintkezők az ábécé betűinek feleltek meg (rendszerint 26 betűnek, A-tól Z-ig). A tárcsákat egy közös tengelyre helyezték, úgy, hogy az egyik tárcsa tüskéi hozzáérjenek a szomszédos tárcsa érintkezőihez. Ily módon létrejött az áramkör. Magán a tárcsán belül egy kábelkorbács 26 ere kapcsolta az egyik oldal tüskéit a másik oldal érintkezőihez. A tárcsákat általában római számokkal azonosították, és az összes azonos számú tárcsa ugyanúgy volt behuzalozva. Ugyanez vonatkozik az M4 haditengerészeti variáns béta és gamma tárcsáira.
Önmagában egy tárcsa csupán egy egyszerű helyettesítő rejtjelet állít elő: egy betűt kicserél egy másikra. Az E betű tüskéje egy adott tárcsán például megfelelhetett a T betű érintkezőjének. Az Enigma összetettségét és kriptográfiai nehézségét a több tárcsa egyidejű használata, valamint az egyes tárcsák egymáshoz képest eltérő elfordítása adta, így polialfabetikus helyettesítő rejtjel jött létre.
Egy Enigmába minden egyes tárcsát 26 különböző helyzetben lehetett behelyezni. Behelyezése után a tárcsát egy forgatókoronggal kézzel tovább lehetett léptetni. Mindegyik tárcsa peremére felvittek egy „ábécé-gyűrűt”, amelyből mindenkor csak egy betű látszott az Enigma fedelén vágott nyílásban, így a kezelő ismerte a tárcsa pozícióját. A korai Enigma-modelleknél az ábécé-gyűrűt a tárcsához rögzítették, néhány későbbi modellnél még ezt is el lehetett forgatni. A gyűrű beállítását a Ringstellung adta meg, és többek között ezt is be kellett állítani az Enigma használata előtt.
A tárcsákon volt legalább egy léptető bemetszés (egyes tárcsákon több is). A katonai változatoknál a léptető bemetszést az ábécé-gyűrűbe metszették.
A Wehrmacht és a Luftwaffe Enigmáit több tárcsával használták: először hárommal, majd 1938. december 15-től öttel, amelyből egy adott kriptográfiai feladathoz hármat használtak. A tárcsákon egy léptető bemetszés volt. A haditengerészeti változathoz mindig is több tárcsát adtak, mint a többi fegyvernemhez. Először ötöt, majd hetet és végül nyolcat. A tárcsákon két léptető bemetszés volt, az N és az A betűknél, így ezek valamivel gyorsabban értek körbe.
Az M4-es haditengerészeti Enigmának négy tárcsája volt, míg ugyanakkora dobozban a többinél három. Az eredeti fordítót itt kicserélték egy vékonyabbra, és melléhelyezték a negyedik, vékonyabb tárcsát. Ezek a „béta” és „gamma” nevű tárcsák nem forogtak, de kézzel át lehetett őket tekerni a 26 pozíció bármelyikébe.

### Léptetés

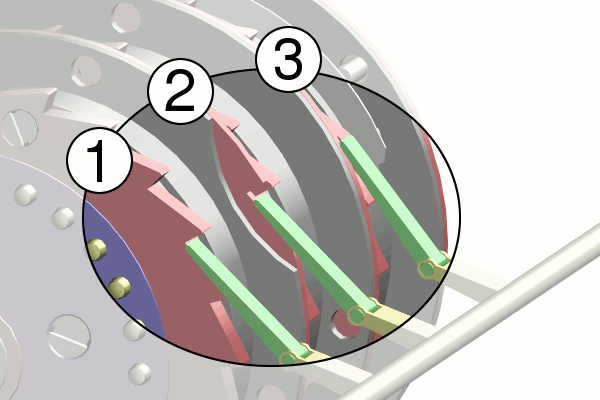
Az Enigma tárcsáinak léptetése

Egy tárcsa önmagában egyszerűen feltörhető helyettesítő rejtjelet generált, ezért nehezítésként minden egyes leütés egy vagy több tárcsa továbbléptetéséhez vezetett – így megváltozott a helyettesítő ábécé is. Minden tárcsaállásnak saját helyettesítő kulcsa volt, így létrejött egy nehezen megfejthető, polialfabetikus rejtjel.
A léptetéshez egy kilincsműves megoldást használtak. Minden egyes tárcsának 26 foga volt, amik minden leütésnél megpróbáltak elfordulni. A második és harmadik tárcsán a továbbléptető kilincs beakadását egy fémlemez akadályozta meg, így azok nem minden leütésnél fordultak el, csak amikor a lemez nem volt útban. Az első tárcsán ilyen lemez nem volt, így az minden leütésnél elfordult. Az I–V. tárcsáknak egyetlenegy léptető bevágása volt, a VI–VIII. (haditengerészeti) tárcsáknak kettő. A léptető bevágás helyét minden egyes tárcsán be lehetett állítani.
Ha az Enigma csak ennyit tudna, akkor az első tárcsa 26-szor lépne előre a második tárcsa minden egyes lépésénél, és a második tárcsa 26-szor lépne előre a harmadik tárcsa minden egyes lépésénél. Az Engima tervezői azonban beépítettek egy kettős léptetési mechanizmust. Ha egy tárcsa továbbléptető kilincse a szomszédos tárcsa léptető bevágása mellett volt, akkor az egyszerre fordította el mindkét tárcsát. A háromtárcsás mechanizmusban ez csak a középső tárcsánál működött, mivel az első tárcsa amúgy is minden egyes leütésnél lépett egyet.
Három tárcsa – és az első és második tárcsánál egy továbbléptető bevágás – esetén a gép 26×25×26 = 16 900 leütésenként ismételte önmagát (a kettős léptetés miatt 25 a középső tárcsa állásainak száma). Ez az úgynevezett anomália (Anomalie). Mivel az üzenetek általában csak néhány száz betűből álltak, nem volt arra esély, hogy ugyanaz a tárcsaállás egy üzeneten belül kétszer forduljon elő, ezért a helyettesítő rejtjel megoldásait itt nem lehetett alkalmazni.

### Fordító

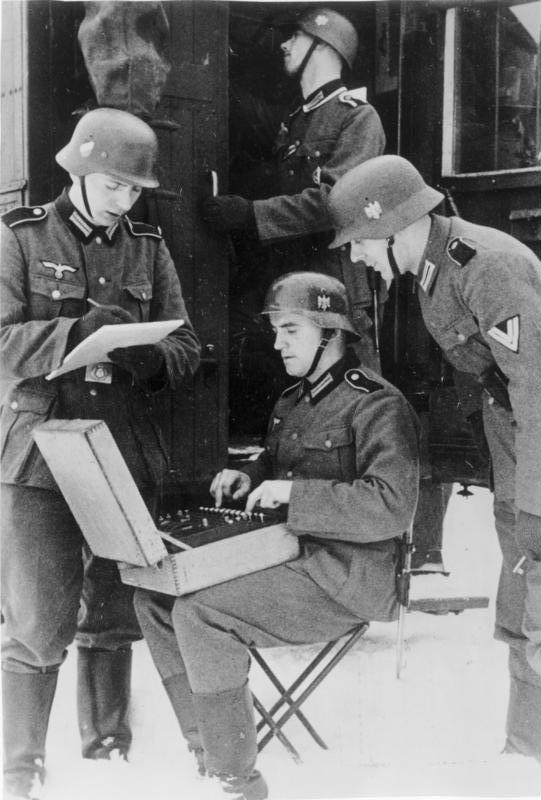
A második világháború végére a Wehrmacht már a fordító négy változatát használta

A korai „A” és „B” modellek kivételével az utolsó tárcsa a fordítóhoz (Umkehrwalze) csatlakozott. A fordító az egyik érintkezőjén beérkező jelet egy másik érintkezőjén vezette vissza a tárcsákba. A fordító segítségével a titkosítás kétirányúvá vált: a nyílt szöveget beírva kapható a titkosított szöveg, a titkosított szöveg beírásával pedig újra a nyílt szöveg. A fordító használata miatt egyetlen betű sem egyezett meg sifrírozott változatával. Erre támaszkodva törték fel később a kódot.
A „C” jelzésű, kereskedelmi felhasználású Enigmában a fordítót csak kétféleképpen lehetett behelyezni. A „D” modellben már 26 pozícióba lehetett állítani, bár a fordító titkosítás közben nem forgott. Az Abwehr Enigmájában a többi tárcsához hasonlóan már a fordító is lépkedett.
A Luftwaffe és a Wehrmacht Enigmájában a fordító egy állásban volt, nem lépkedett, bár négy változata létezett. Az eredeti, „A” változatot az „Umkehrwalze B” váltotta le 1937. november 1-jén. A harmadik változatot (az „Umkehrwalze C”-t) 1940-ben valószínűleg véletlenül használták, és gyorsan feltörték. A negyedik fordítóváltozat (az „Umkehrwalze D”) létezésére először 1944. január 2-án derült fény rádióforgalmazás alapján; ebben az Enigma kezelője már maga állíthatta be a kapcsolatok állását, amely így a titkosító kulcs részévé vált.

### Kapocstábla

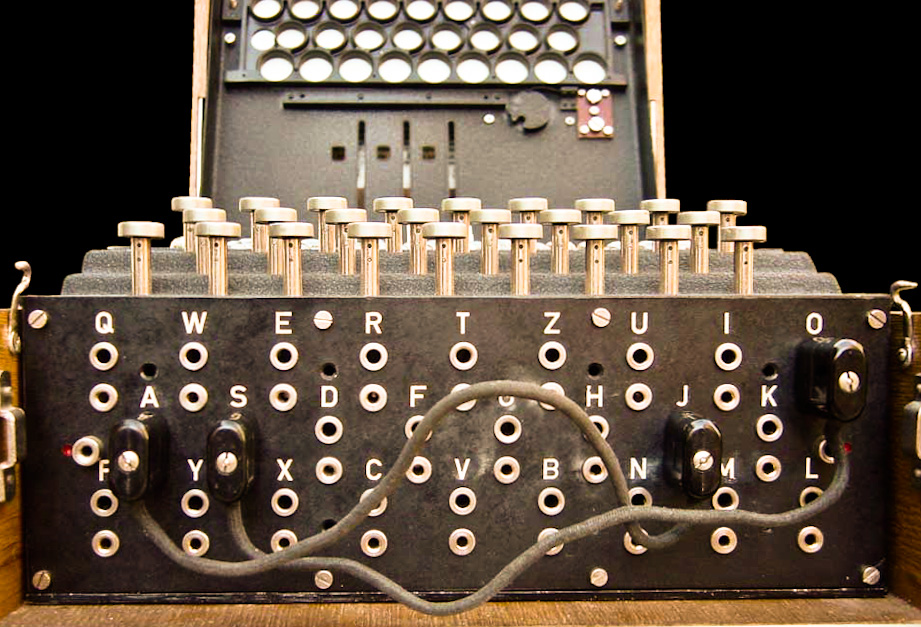
A kapocstábla a gép elején, a billentyűzet alatt található. Használatával 13 betűpár felcserélésére volt lehetőség. A képen két betűpárt cseréltek fel: S-O és J-A

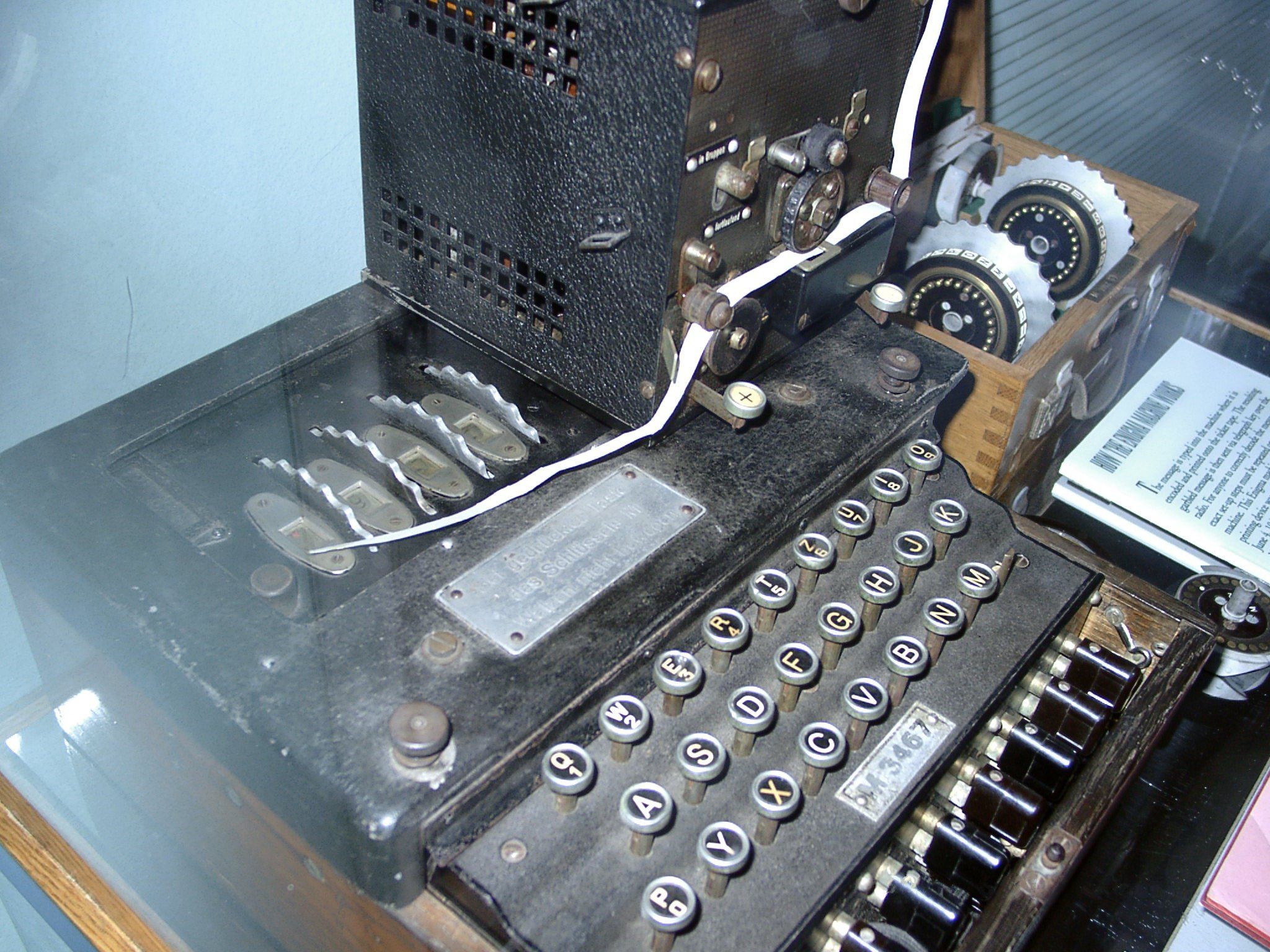
Az Enigmához lehetett kapcsolni a Schreibmax gépíró egységet. Használatával nem volt szükség egy második emberre, aki a felvillanó fényeket jegyezte le papírra

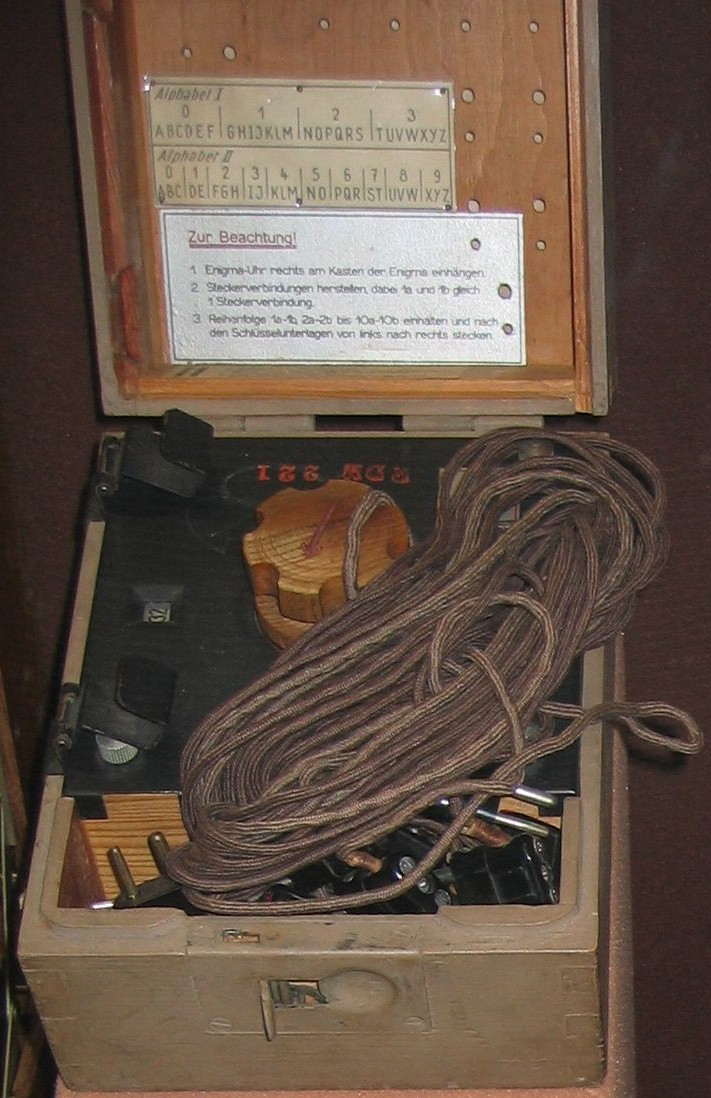
Az Enigma Uhr

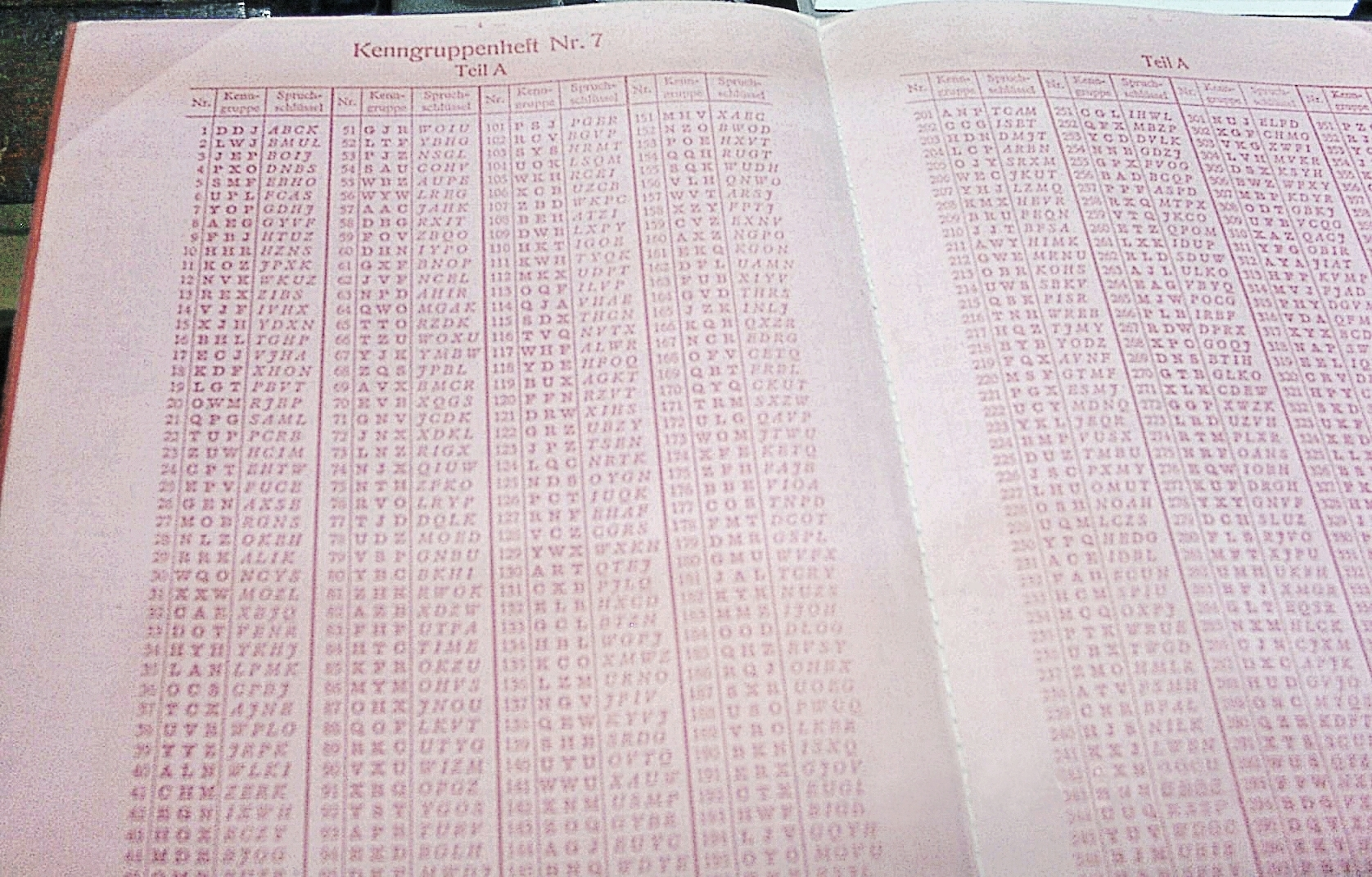
A haditengerészeti Enigma kódkönyveit piros, vízben oldódó tintával nyomtatták, hogy könnyebben megsemmisíthetők legyenek. Ezt a példányt az U-505 tengeralattjáróról épségben, két működőképes Enigma géppel és nyolc zsáknyi titkos üzenettel fogták el

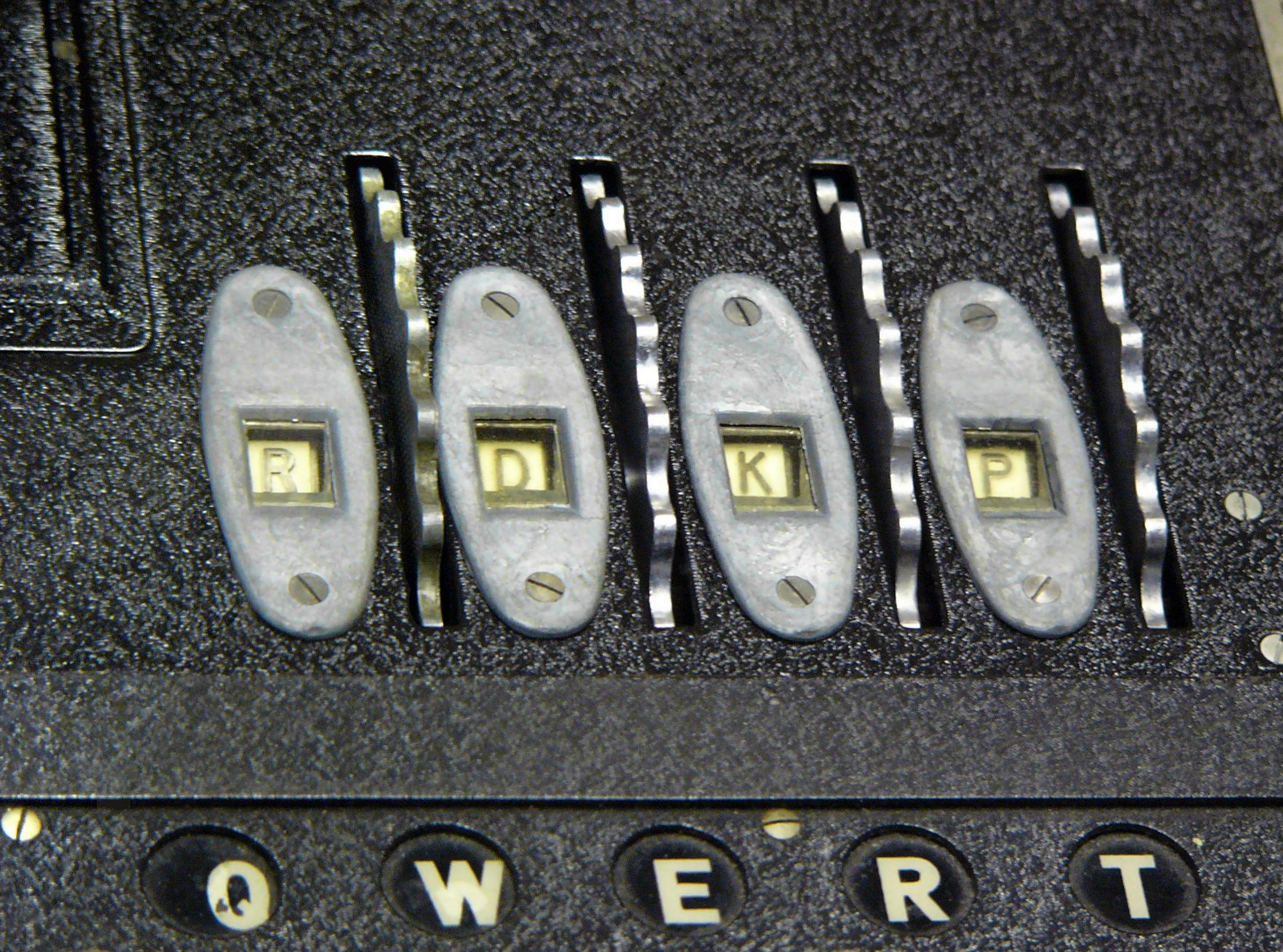
A lecsukott fedelű Enigma használatra kész. Az ujjal továbbítható tárcsák pereme túlnyúlt a fedélen, így a kezelő beállíthatta a tárcsákat. A beállított helyzet (itt RDKP) kicsiny nyílásokon át látszott

A kapocstábla (Steckerbrett) segítségével az Enigma kezelője bizonyos betűpárokat felcserélhetett. Az első kapocstáblát az 1930-as Wehrmacht változatnál vezették be, amelyet hamarosan a Kriegsmarine is átvett. A kapocstábla jelentős mértékben megnövelte az Enigma titkosításának erejét – sokkal inkább, mintha még egy tárcsát használtak volna. A kapocstábla nélküli Enigma-üzeneteket még kézzel meg lehetett fejteni, a kapocstáblás változatokhoz azonban már a szövetséges kriptanalitikusoknak is célgépet kellett építeniük.
A kapocstábla hüvelyeit összekötő kábellel betűpárokat lehetett felcserélni, például az E-t és a Q-t. A csere a tárcsás titkosítás előtt és után is megtörtént. Átlagosan tíz betűpárt cseréltek fel. A kapocstábla felső sorában a billentyűzet, az alsó sorában az első tárcsa hüvelysora helyezkedett el, és ezek összekötésével lehetett a betűcseréket elvégezni.

### Tartozékok
Az M4 Enigmához készült egy írógép. A Schreibmax egy vékony papírcsíkra 26 betűt nyomtatott, így nem volt szükség második kezelőre, aki korábban az Enigmán felvillanó fényekhez tartozó betűket vetette papírra. A Schreibmaxot az Enigma tetejére kellett helyezni, és a lámpák helyére csatlakozott. Felszereléséhez le kellett venni a lámpák burkolatát és kicsavarni az összes égőt. A kényelmi szempont mellett operatív haszna is volt: az írógépet úgy is el lehetett helyezni, hogy az Enigma kezelője ne lássa a desifrírozott, nyílt szöveget.
Szintén Enigma-tartozék volt a hosszabbítóval szerelt lámpatábla, amelyet – akárcsak a Schreibmaxot – a lámpák helyére lehetett felszerelni. A lámpatáblát úgy helyezték el, hogy a felvillanó fényeket az Enigma kezelője ne lássa.
1944-ben a Luftwaffe készített egy kapocstáblás tartozékot, az Uhrt. Ebben a dobozban egy 40 állású kapcsoló volt. Az Uhrt a kapocstáblába kellett bedugni, és a 40 állás mindegyike más-más betűcsere-kombinációnak felelt meg, de a betűket nem párban cserélte. Az Enigma kezelője beállította az aznapi kódot, amelyek közül az egyik nem cserélt fel betűket.

## Használata
A német katonák az Enigmával – változó beállítással – több különböző hálózaton végeztek rádióforgalmazást. (Ezeket a hálózatokat a kódtörő Bletchley Park kutatói többek között a „Red”, „Chaffinch” és a „Shark” névvel illették.) A forgalmazónak rendelkezésére állt az adott időszakra érvényes Enigma-kód. Az üzenetek megfelelő kódolásához és desifrírozásához mindkét félnek azonos módon kellett az Enigmát beállítania: egyforma tárcsákat kellett ugyanabban a sorrendben és megegyező kezdeti helyzetben használniuk, és ugyanazokat a betűket kellett felcserélniük a kapocstáblán. A beállításokat előre meghatározták és kódkönyvekben rögzítették.
Üzenetküldés vagy -fogadás előtt az alábbi beállítások voltak elvégzendők az Enigmán:
- a tárcsák kiválasztása és sorrendje (Walzenlage);
- a tárcsák kezdeti helyzete (a kezelő állította be; minden egyes üzenetnél más és más volt);
- az ábécé-gyűrűknek a tárcsákhoz viszonyított helyzete (Ringstellung);
- a kapocstábla-átkötések (Steckerverbindungen);
- a fordító beállításai (csak a nagyon késői változatoknál).

Az Enigmát elvileg még akkor sem lehetett feltörni, ha a tárcsák huzalozását az ellenség ismeri. (A németek nagy erőfeszítéseket tettek a tárcsahuzalozás titokban tartására.) A huzalozás ismerete nélkül a lehetséges kombinációk száma 10114 (nagyjából 380 bit). A huzalozás – és egyéb operatív megkötések – ismeretében ez a szám 1023
(76 bit). Az Enigma tervezői a kombinációk csillagászati száma miatt bíztak a rendszer feltörhetetlenségében. Abban az időben a kód nyers erővel – minden egyes kombináció kipróbálásával – való feltörése kivitelezhetetlen volt.

### Indikátorok
Az Enigma beállításait (gyakorlatilag az egyik rejtjelkulcsot), adott ideig használták, ami általában egy nap volt. Azonban minden egyes üzenethez eltérő kiinduló tárcsabeállítást választottak, mert ha mindegyiket azonos beállítással küldték volna, akkor gyakoriságelemzéssel az üzeneteket könnyebben fel lehetett volna törni. Az induló tárcsabeállítást a kódolt szöveg előtt küldték el az „indikátor eljárásnak” nevezett módszerrel. Ez a módszer rést ütött az Enigma feltörhetetlenségének pajzsán.
A lengyel kriptanalitikusok éltek a lehetőséggel, hogy az Enigma feltöréséhez kihasználják a kezdeti indikátor eljárás hiányosságait. Az eljárás szerint az Enigma kezelője a beállítási listát követve a kódkönyvben megadott első állásba (Grundstellung) állítja a tárcsákat – legyen ez most AOH. Ezután a kezelő saját maga választott egy egyszeri alkalomra érvényes indulóállást az üzenethez – például EIN. Az EIN-t a hibák kiszűrése érdekében kétszer beírta az Enigmába, így kapta a sifrírozott XHTLOA szöveget, amelyet az üzenet előtt adtak le. Ezután a kezelő a tárcsákat a kiválasztott üzenetkód, az EIN állásába fordította, és ezzel sifrírozta a tiszta szöveget.
A vevő oldalán a folyamatot megfordították. A kezelő a kódkönyv szerint az Enigmát a napi állásba állította, majd begépelte az üzenet első hat betűjét: XHTLOA. Ekkor, a példánknál maradva, az EINEIN lámpák villantak fel. A tárcsákat az EIN állásba forgatva a vevő Enigmát kezelő a titkosított üzenet többi részét tudta desifrírozni.
Az indikátor eljárás gyengesége két tényezőre vezethető vissza. Először is a mindenkire vonatkozó napi beállításra, a Grundstellungra, másodsorban pedig a sokkal kockázatosabb ismétlésre: az indikátort ugyanis kétszer küldték el. Az ismétlés miatt kapcsolat volt az első és a negyedik, a második és az ötödik, valamint a harmadik és a hatodik betűk között. Emiatt a biztonsági hiányosság miatt a lengyel Biuro Szyfrów 1932-re már fel tudta törni a világháború előtti Enigmákat. 1940-től azonban a biztonság fokozása miatt a németek változtattak az eljárásaikon, így az indikátor eljáráson is.
A második világháború során a kódkönyvekkel már csak a tárcsákat, a gyűrűket és a kapocstáblát állították be. Minden egyes üzenetnél az operátor véletlenszerű indulási pozíciót választott – mondjuk WZA, valamint egy véletlenszerű üzenetkulcsot, mondjuk SXT. Ezután a tárcsákat a WZA állásba fordította, és ezzel kódolta el az üzenetkulcsot, így az SXT-ből például UHL lett. Ezután az SXT indulópozíciót használva sifrírozta az üzenetet. A vevőnek átküldte az indulópozíciót (WZA), a sifrírozott üzenetkulcsot (UHL), majd a titkosított üzenetet. A vevő a napi beállításokat követően beállította a WZA indulópozíciót, és ezzel dekódolta az UHL üzenetkulcsot. Az így kapott SXT indítóállásba állítva a tárcsákat az üzenet titkosítását is vissza tudta fejteni. Ez az eljárás kiküszöbölte a Grundstellung-alapú kód kétszeresen ismételt elküldését, és bezárta a korábbi eljárás biztonsági rését.
Ezt az eljárást azonban csak a Wehrmacht és a Luftwaffe használta – a Kriegsmarine üzenetforgalmazási eljárása ennél lényegesen komplikáltabb volt. Az Enigmával történő titkosítás előtt minden üzenetet a Kurzsignalheft kódkönyv alapján készítettek elő. A Kurzsignalheft táblázatokban foglalt össze egész mondatokat négybetűs kódokká. A kódkönyv részletesen kitért számos lehetőségre, az olyan logisztikai jellegű üzenetekkel kezdve, mint a tüzelőanyag-vételezés és a találkozás az utánpótlást szállító hajókkal, továbbá térkép-pozíciók, kikötő-nevek, országok, fegyverek, időjárás, ellenséges pozíciók és hajók, idő- és dátumtáblázatok. Egy másik kódkönyvben volt a Kenngruppen és a Spruchschlüssel: az azonosító és az üzenetkulcs.

### Rövidítések és irányelvek
A Wehrmacht Enigma csak az ábécé 26 betűjét használta, az írásjeleket ritka betűpárokkal helyettesítették. A szóközöket vagy kihagyták, vagy pedig egy X-szel helyettesítették. Szintén X-et használtak vessző vagy szó végi pont helyett. Egyes írásjeleket a különböző fegyvernemek másként alkalmaztak: a Wehrmacht a vessző helyett ZZ-t, a kérdőjel helyett FRAGE-t vagy FRAQ-t használt. A Kriegsmarine azonban a vessző helyett Y-t, a kérdőjel helyett UD-t használt. A CH gyakori betűpár helyett (pl. „acht” (nyolc) vagy „richtung” (irány)) a Q-t használták (AQT, RIQTUNG). A kettő, három és négy nulla helyett CENTA, MILLE és MYRIA szavakat használták.
A Wehrmacht és a Luftwaffe az üzeneteket ötbetűs csoportokban továbbította. A négytárcsás Enigmát használó Kriegsmarine az üzeneteit is négybetűs csoportokban küldte. A gyakran ismétlődő neveket vagy szavakat lehetőség szerint variálták. A Minensuchboot (aknakereső) lehetett MINENSUCHBOOT, MINBOOT, MMMBOOT vagy MMM354. A kódfejtés további nehezítésére tilos volt 250 betűnél hosszabb üzenetet küldeni. Az ennél hosszabb üzenetet több részre bontották, és mindegyiket saját üzenetkulccsal sifríroztak.

## Kriptográfia

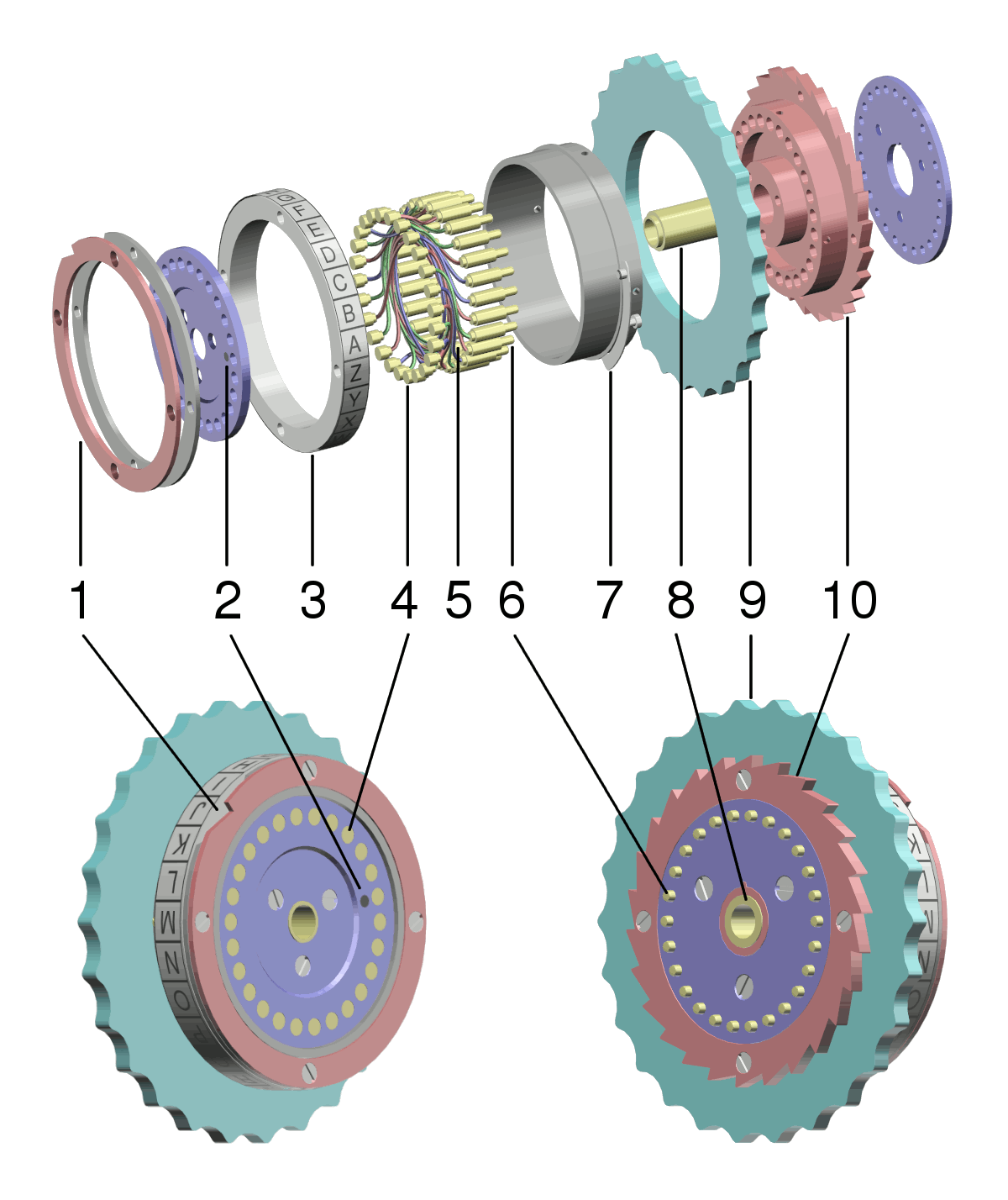
Enigma forgótárcsa robbantott nézete. Jól látható: (1) egy bemetszéses tárcsa, (2) érintkező tartó, (3) betűtárcsa, (4) fix érintkező, (5) átkötés, (6) rugózó érintkező, (7) ház, (8) tengely, (9) alaphelyzetbe állító tárcsa, (10) kilincskerék

### Kulcstér
Az Enigma kulcsterének nagysága a négy részkulcs és az összes rész lehetséges beállításainak számából számítható ki. Az Enigma teljes kulcstere a következő tényezőkből adódik:
- A tárcsák sorrendje

Az öt tárcsából három, és a két visszaléptető tárcsából egy választódik ki. Ez 2×(5×4×3) = 120 különféle helyzetnek felel meg. A kettes számrendszert segítségül hívva: ez egy 7 bites, 27 elemű kóddal egyenértékű
- Az aktuális tárcsa helyzete

Mindhárom forgó tárcsának 26 helyzete lehetséges. A visszaléptető tárcsa nem állítódik át. Ez összesítve 26³ = 17 576 helyzet. Az anomália miatt ebből 26² = 676 kezdeti beállítás redundáns, nem eredményez új kódot, így a releváns kezdőállapotok száma 26×25×26 = 16 900. Megfelel 14 bitnek, bináris jegynek a kettes számrendszerben.
- Az ábécé-gyűrűknek a tárcsákhoz viszonyított helyzete

A középső és a jobb tárcsának egyaránt 26 különböző helyzete van; a bal tárcsa helyzetének nincs kriptográfiai jelentősége. Együttvéve 26² = 676 helyzet hasznos; ez egy 29 elemű, 9 kettes számrendszerbeli jeggyel, bittel leírható kód.
- A kapocstábla-átkötések

A 26 betűből legfeljebb 13 páros képezhető. Az első kapcsolatnál a kábel egyik végének helye 26, a másik végének helye 25 betű közül választható ki. Mivel nincs jelentősége annak, hogy melyik az első, ezért a lehetőségek fele kiesik, így az első kapcsolatnak 26×25/2 = 325 lehetősége marad. A második kapcsolat 24×23/2 = 276-féleképpen jöhet létre. Általánosságban, az n-edik kapcsolatra (26−2n+2)×(26−2n+1)/2 lehetőség van.
| A kapcsolat-átkötések száma, és a lehetőségek összefüggése. | A kapcsolat-átkötések száma, és a lehetőségek összefüggése. | A kapcsolat-átkötések száma, és a lehetőségek összefüggése. | A kapcsolat-átkötések száma, és a lehetőségek összefüggése. |
| A kapcsolat-átkötések száma kapcsolat-átkötés               | A kapcsolat-átkötések száma az első helyen                  | Lehetőségek a második helyen                                | Lehetőségek a kapcsolat-átkötésekre                         |
| ----------------------------------------------------------- | ----------------------------------------------------------- | ----------------------------------------------------------- | ----------------------------------------------------------- |
| 0                                                           | 1                                                           | 1                                                           | 1                                                           |
| 1                                                           | 26                                                          | 25                                                          | 325                                                         |
| 2                                                           | 24                                                          | 23                                                          | 276                                                         |
| 3                                                           | 22                                                          | 21                                                          | 231                                                         |
| 4                                                           | 20                                                          | 19                                                          | 190                                                         |
| 5                                                           | 18                                                          | 17                                                          | 153                                                         |
| 6                                                           | 16                                                          | 15                                                          | 120                                                         |
| 7                                                           | 14                                                          | 13                                                          | 91                                                          |
| 8                                                           | 12                                                          | 11                                                          | 66                                                          |
| 9                                                           | 10                                                          | 9                                                           | 45                                                          |
| 10                                                          | 8                                                           | 7                                                           | 28                                                          |
| 11                                                          | 6                                                           | 5                                                           | 15                                                          |
| 12                                                          | 4                                                           | 3                                                           | 6                                                           |
| 13                                                          | 2                                                           | 1                                                           | 1                                                           |

Az összes lehetséges kapcsolat-átkötést kombinálva az egyes lehetőségek száma összeszorzódik. Két kapcsolat esetén, mivel a sorrend nem számít, ezért az összes lehetőségnek csak a fele marad. Három kapcsolat esetén hattal kell osztani, és általánosságban, n kapcsolat esetén n! (n faktoriális). Így az átkötések számára összesen
{\displaystyle {\frac {1}{n!}}\prod _{i=1}^{n}{\frac {(26-2i+2)(26-2i+1)}{2}}\;=\;{\frac {26!}{2^{n}\cdot n!\cdot (26-2n)!}}}
| Lehetőségek | Lehetőségek | Lehetőségek         | Lehetőségek          |
| Kapocstábla | Átkötés     | Pontosan n átkötés  | Legfeljebb n átkötés |
| ----------- | ----------- | ------------------- | -------------------- |
| 0           | 1           | 1                   | 1                    |
| 1           | 325         | 325                 | 326                  |
| 2           | 276         | 44 850              | 45 176               |
| 3           | 231         | 3 453 450           | 3 498 626            |
| 4           | 190         | 164 038 875         | 167 537 501          |
| 5           | 153         | 5 019 589 575       | 5 187 127 076        |
| 6           | 120         | 100 391 791 500     | 105 578 918 576      |
| 7           | 91          | 1 305 093 289 500   | 1 410 672 208 076    |
| 8           | 66          | 10 767 019 638 375  | 12 177 691 846 451   |
| 9           | 45          | 53 835 098 191 875  | 66 012 790 038 326   |
| 10          | 28          | 150 738 274 937 250 | 216 751 064 975 576  |
| 11          | 15          | 205 552 193 096 250 | 422 303 258 071 826  |
| 12          | 6           | 102 776 096 548 125 | 525 079 354 619 951  |
| 13          | 1           | 7 905 853 580 625   | 532 985 208 200 576  |

Az első években hat, később öt-nyolc átkötést használtak, de 1939-től mindig tízet. Ezzel több mint százötven billió (150 738 274 937 250 lehetőség adódik (a kettes számrendszerhez alkalmazkodva: közelítőleg 247 lehetőség, 47 bit).
Mindezek a beállítások függetlenek, ezért az egyes lehetőségek száma összeszorzódik. Egy így használt Enigma I kulcsterének mérete
120 × 676 × 16 900 × 150 738 274 937 250 = 206 651 321 783 174 250 000 000.
Kerekítve 2×10²³ lehetőség, ami 77 bitnek, kettes számrendszerbeli jegynek felel meg. A gyakran hallható „150 millió millió millió lehetőség” csak egy tárcsával, egy fordítóval és a gyűrűbeállítások elhanyagolásával számol. Ezt a becslést használták például az Enigma – Das Geheimnis című játékfilmben.
Az Enigma kulcstere óriási, összevethető a modern rejtjelek kulcsterének nagyságával. A 20. század utolsó évtizedeiben használt DES (Data Encryption Standard) effektív kulcshossza kettes számrendszerben leírva 56 volt, sokkal rövidebb, mint az Enigmáé. A DES utóda, az AES-eljárás (Advanced Encryption Standard) 128 jeggyel írható le a kettes számrendszerben, és jelen ismereteink szerint nem reális feltörni.
A kulcstér mérete azonban csak egy szükséges, de nem elégséges feltétele a rejtjel biztonságának. Például a monoalfabetikus helyettesítő rejtjel összes lehetséges kulcsainak száma 26!, ami kerekítve 4000×10²³ lehetőség, és 88 bit (kettes számrendszerbeli jegy), ami kétezerszer több, mint az Enigma lehetséges kulcsainak száma. Ez a fajta rejtjel mégsem számít biztonságosnak.
A kapocstábla monoalfabetikus rejtjelnek tekinthető, mert helyzete az üzenet végéig változatlan marad. Ez intelligens kriptoanalízissel feltörhető, ezáltal a kulcstér mérete egy 150 738 274 937 250-es szorzóval csökken.
Hasonlóan, a gyűrűk is csak kevéssel járulnak hozzá a biztonsághoz. A jobb tárcsa rossz beállítása esetén a jó kulccsal minden 26 hosszú periódusban néhány betűs szakaszok olvashatók. A középső tárcsa hatása még kisebb; itt is hasonló periódusok adódnak, de a periódusok hossza (25×26) = 650. Ezzel a középső gyűrű csak akkor van hatással a rejtjel erősségére, amikor nem forgatja a bal tárcsát; ez viszont a legfeljebb 250 hosszú üzenetekben viszonylag ritkán fordul elő. Ez a gyenge részrejtjel egy újabb 676-os tényezővel csökkenti az erős rész nagyságát.
Kriptográfiailag csak a tárcsák kiválasztásának és sorrendjének 120 lehetősége, és a 17 576 kezdeti helyzet ad erős rejtjelet. Ez mindössze 120×17 576 = 2 109 120 lehetőség, ami már a második világháború idején is elektromechanikai módszerekkel, kimerítéssel átvizsgálható volt.

### Kriptográfiai erősségei
Az 1918-as szabadalmaztatás idején a kódot joggal nevezhették feltörhetetlennek. Akkoriban még kézzel végezték a kódolást és a dekódolást, ezért a gép bevezetése innovatív kezdeményezés volt. Támadhatatlan volt az akkori kézi, nyelvi jellemzőkön alapuló feltörési próbálkozások számára, és ez így is maradt az 1930-as évekig.
Az Enigma kriptográfiai erősségét a forgó tárcsáknak köszönhette. A tárcsák forgatásával minden betűt új ábécével kódolhattak (polialfabetikus rejtjel). A polialfabetikus jelleg miatt a monoalfabetikus rejtjeleket feltörő módszerek, a statisztikai elemzés és a mintakeresés kudarcra vannak ítélve. A polialfabetikus rejtjelek feltörésére alkalmazott perióduskeresés az egybeesések számlálásával szintén használhatatlan, mivel az üzenetek hossza (legfeljebb 250 betű) túl rövid a periódushosszhoz képest.
A rejtjel biztonságában döntő fontosságú volt a használt tárcsák számának és azok belső huzalozásának titokban tartása. A tárcsák száma egy nagyon fontos tényező; ez magyarázza a német tengeralattjárókon használt M4-es rejtjel erősebb voltát. 2006-ig három ilyen rádióüzenet volt, amit nem sikerült megfejteni. Akkor fejtett meg Stefan Krah elosztott számításokkal a három üzenetből kettőt. Ezeket az üzeneteket az U 264 tengeralattjáróról küldték az U 623 tengeralattjáróra. Krah a számításokhoz több ezer, az internettel összekapcsolt számítógépet használt. A harmadik üzenetet csak mintegy 7 évvel később, 2013. január 14-én törték fel.
A kapocstábla átkötéseinek köszönhetően (Doppelsteckenschnüre) a tárcsák forgatása előtt és után a betűk páronként kölcsönösen felcserélődnek. Ez a rejtjel erősségének további növelésére és a kulcstér további bővítésére szolgál.
A gyűrűk állása meghatározza a betűk és a tárcsák belső huzalozása közötti viszonyt, ami az átvitelért felel. Ezen kívül a kémkedéstől is védett az, hogy a tárcsák helyzetét nem lehetett kívülről leolvasni.

### Kriptográfiai gyengéi
Korn a fordítókkal elérte, hogy a titkosítás involutorikus legyen, vagyis, az eljárást kétszer alkalmazva az eredeti szöveget kapjuk vissza. A geometriában ilyenek a különféle tükrözések. Például, ha egy U X-be megy át, akkor ha azon a helyen X lenne, az U-ba menne át. Ez egy kényelmes, de veszélyes módszer. Korn ennek a veszélyeit nem vette észre, sőt úgy gondolta, hogy fokozza a biztonságot azzal, hogy kétszer folyik át az áram a tárcsákon, mert ezzel egy újabb lehetőség adódik a további titkosításra.
Az involutorikus permutációk száma lényegesen kisebb, mint az összes permutációé. Ráadásul a technikai megvalósítás tovább csökkenti a szóba jöhető permutációk számát azáltal, hogy nem lehet egy betűt önmagába kódolni, vagyis az adott permutációnak nem lehet fixpontja. Ugyanis az áram visszafelé nem választhatja ugyanazt az utat, mint amin érkezett, nagyban csökkentve a választható ábécék számát. Kiszámítható, hogy az involúciókra való korlátozódással az összes permutáció 26! (faktoriális) száma 25·23·21·19···7·5·3·1 = 25!! -ra csökken, ahol !! a kettős faktoriálist jelöli. Ez a szám kerekítve 8·1012, ami kevesebb, mint az egész négyzetgyöke. Ennél még rosszabb, hogy nem lehetnek fixpontok. A kulcstér méretének további csökkenése mellett tudni lehet, hogy semmi sem áll önmaga helyett, ami lényeges könnyítés a támadók számára, mert kizár egyes eseteket.
A mintakeresés módszerét évszázadok óta használják a különféle kódok feltörésében. Itt a támadó tudja, vagy felteszi, hogy a szövegben sokszor előfordul egy bizonyos betűsorozat, például az „OBERKOMMANDODERWEHRMACHT” (=„A haderő főparancsnoksága”). A támadó veszi az Enigmával titkosított szöveget, és kitalálhatja, hogy hol nem lehet az adott sorozat, ha minden lehetséges helyen megnézi, hogy önmagába menne-e át valamelyik betű. Ehhez végigtolja az adott szót a szövegen, és egybeeséseket keres, amik a következő példában pirossal vannak kiemelve:
| BHNCXSEQKOBIIODWFBTZGCYEHQQJEWOYNBDXHQBALHTSSDPWGW 1 OBERKOMMANDODERWEHRMACHT 2 OBERKOMMANDODERWEHRMACHT 3 OBERKOMMANDODERWEHRMACHT 4 OBERKOMMANDODERWEHRMACHT 5 OBERKOMMANDODERWEHRMACHT 6 OBERKOMMANDODERWEHRMACHT 7 OBERKOMMANDODERWEHRMACHT 8 OBERKOMMANDODERWEHRMACHT 9 OBERKOMMANDODERWEHRMACHT 10 OBERKOMMANDODERWEHRMACHT 11 OBERKOMMANDODERWEHRMACHT 12 OBERKOMMANDODERWEHRMACHT 13 OBERKOMMANDODERWEHRMACHT 14 OBERKOMMANDODERWEHRMACHT 15 OBERKOMMANDODERWEHRMACHT 16 OBERKOMMANDODERWEHRMACHT 17 OBERKOMMANDODERWEHRMACHT 18 OBERKOMMANDODERWEHRMACHT 19 OBERKOMMANDODERWEHRMACHT 20 OBERKOMMANDODERWEHRMACHT 21 OBERKOMMANDODERWEHRMACHT 22 OBERKOMMANDODERWEHRMACHT 23 OBERKOMMANDODERWEHRMACHT 24 OBERKOMMANDODERWEHRMACHT 25 OBERKOMMANDODERWEHRMACHT 26 OBERKOMMANDODERWEHRMACHT 27 OBERKOMMANDODERWEHRMACHT BHNCXSEQKOBIIODWFBTZGCYEHQQJEWOYNBDXHQBALHTSSDPWGW |
Az ütközések által kizárt helyek száma így becsülhető: mivel az ábécé 26 elemű, ezért egy betű esetén az ütközés valószínűsége {\displaystyle {\frac {1}{26}}}, a nem ütközésé {\displaystyle 1-{\frac {1}{26}}}. Egy huszonnégy betűs szónál a nem ütközés valószínűsége {\displaystyle (1-{\frac {1}{26}})^{24}}, ami kerekítve 39%. Ez azt jelenti, hogy egy 27 betűs szövegben a nem ütközések számának várható értéke {\displaystyle 27*(1-{\frac {1}{26}})^{24}}, aminek meg is felel a példa nyolc, kékkel jelölt nem ütköző esete.
Ezzel az egyszerű kriptoanalitikai módszerrel példánkban az esetek számának több mint fele kizárható, ami nagy mértékben megkönnyíti a támadást.

### A biztonság javításának lehetőségei
Auguste Kerckhoffs holland kriptográfus már 1883-ban megfogalmazta a később Shannon által explicit kimondott alapelvet: "the enemy knows the system being used", magyarul: „Az ellenség ismeri a használt rendszert.”
Kerkhoffs elve: Egy rejtjelezési rendszer biztonságának nem szabad az algoritmus titokban tartásától függenie. A biztonságnak egyedül a kulcs titokban tartásán kell múlnia.
Az Enigma rejtjelének biztonsága nagy mértékben függött a huzalozás titokban tartásától. Ezt a felhasználó nem tudta megváltoztatni, így nem a kulcs, hanem az algoritmus részének tekintendő. A huzalozás az 1920-as évektől egészen 1945-ig változatlan maradt. Ennyi idő alatt egy olyan elterjedt gép, mint az Enigma algoritmusa legalábbis részben megismerhető volt.
A javítás egy lehetséges módja az lett volna, ha például évenként mindenütt lecserélik a tárcsák rendszerének huzalozását, a svájciak K modelljéhez hasonlóan. Még hasznosabb lett volna, ha a tárcsák huzalozása a kulcstól függően változik. Érdekes módon volt egy D fordító, angol gúnynevén „Uncle Dick”, aminek megvolt ez a tulajdonsága, bár csak későn, 1944 januárjában, és csak esetlegesen jelent meg.
Tovább erősítette volna az Engima kódját, ha a lehetséges permutációk nem korlátozódtak volna a fixpontmentes involúciókra. Ez elkerülhető lett volna egyrészt az építés fázisában a fordítók kihagyásával, másrészt a kód kétszeres alkalmazásával, mivel két ilyen permutáció szorzata már nem biztos, hogy ilyen lesz. Például, egy négy betűs ábécében (AB)(CD)×(AC)(BD)=(DCBA).
Már az Enigma I. egyik elődje nyolc tárcsával működött, és csak a tárcsákkal egy 200 milliárdos kulcsteret lehetett előállítani. Ehhez képest az Enigma I. tárcsái csak 17 576 lehetőséget adtak, ami az előzőhöz képest nevetségesen kevés. Ebben a korai modellben ráadásul nem voltak fordítók, ezért elkerülte a fixpontmentes involúciókra való korlátozódást. Ha megőrizték volna a nyolc tárcsát, és a tárcsákat felcserélhetőre tervezték volna, a lehetőségek száma 60-ról 8! = 40 320-ra emelkedett volna, és az egész kulcstér mérete 8 419 907 243 704 320, több mint 8 billiárd, egy 53 bináris jeggyel leírható szám lett volna. A valóban használt Enigma két milliós kulcsteréhez képest (21 bittel leírható szám) így egy olyan gépet építettek volna, amit az angolok valószínűleg nem tudtak volna feltörni.
Mindenesetre ezt a gépet nehezebben lehetett volna kezelni, mint a tényleg megépített gépet, de a kezelhetőséget nem kellett volna a biztonság elé helyezni, mert akkor akár tárcsa nélküli gépet is használhattak volna.
Scherbius 1918-as szabadalmában még szerepelt tíz tárcsa, kicserélés nélkül 100 billió lehetséges kulcs és fordító helyett egy átkapcsoló a titkosításra és a megfejtésre, valamint a tárcsák forgásának felhasználó által állítható szabálytalan módja. Csupa jó ötlet, és kriptográfiai erősítés, amik a későbbiek során elfelejtődtek.
Az amerikaiak a Sigaba építéséhez felhasználták ezeket az ötleteket. A gép öt forgó tárcsát, „cipher rotor bank”-ot, és két, szabálytalan forgást eredményező tárcsát, „control rotor bank”-ot és „index rotor bank”-ot tartalmazott, visszaléptető tárcsát nem. A Sigaba nem korlátozódott sem az involúciókra, sem a fixpontmentes permutációkra. Az így generált kódot nem sikerült feltörniük sem a németeknek, sem a japánoknak, sem a tesztelő amerikai kriptográfusoknak.

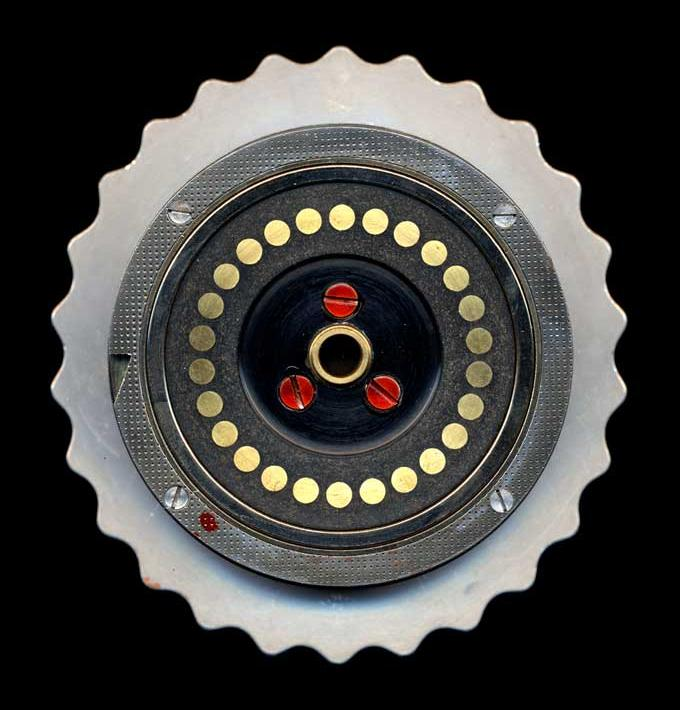
Tárcsa. Jól láthatóak a fix érintkezők és az egy darab bemetszés

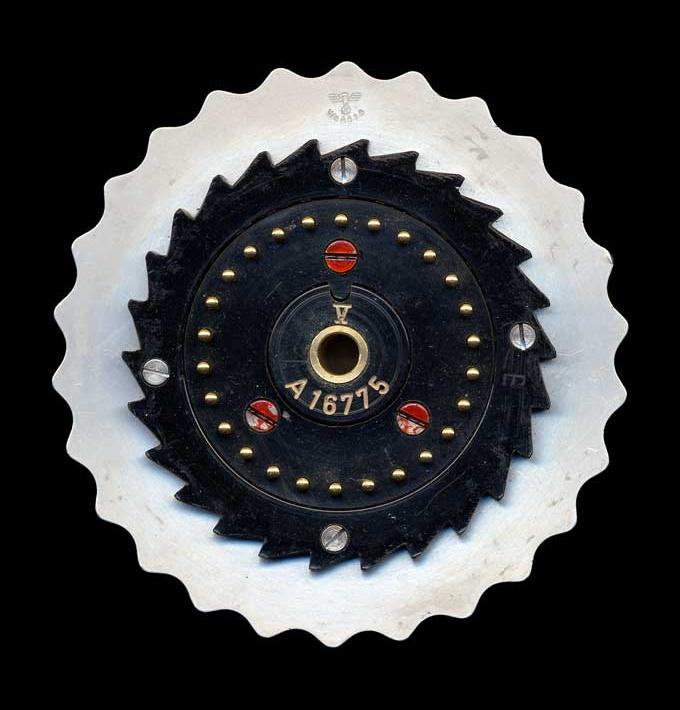
Tárcsa. Jól láthatóak a rugózó érintkezők, a kilincsmű. A V jelölés a huzalozásra utal

Az Enigma biztonságosabbá tételének egy egyszerű módja lett volna, ha egy tárcsán több mint egy léptető vágatot (Übertragskerbe) használtak volna. Ezek az elemek minden tárcsán rajta vannak, és gondoskodnak az átvitelről, meg a rotor kapcsolásáról. A kódtörőknek nagy könnyebbséget jelentett, hogy 26 betűn át csak a jobb tárcsa forgott, mintha a középső, a bal, és a fordító egy nagy fordítót alkotott volna. Ezt csak a középső tárcsára menő átvitel zavarta. Ez egy olyan fontos eredmény volt, hogy a Bletchley Park munkatársai is nevet adtak neki: a középső tárcsára menő átvitel volt a crab (rák) és a bal tárcsa még ritkább átvitele a lobster (homár). Ha az Enigma kerekein több léptető vágat lett volna, akkor az alkalmazók semmit sem vettek volna észre, viszont a kriptoanalízist erősen megnehezítette volna. Ezt a javítási lehetőséget kihasználták az angolok a TypeX rejtjelező gépben, ahol kilenc léptető vágat volt a tárcsákon.
Peter Twinn, Turing egyik munkatársa így kommentálta ezt: "they certainly missed a trick in not combining multiple-turnover wheels with Steckerverbindungen", magyarul: „[A németek] bizony lemaradtak valamiről azzal, hogy nem használtak együtt több léptető vágatot és kapcsolótáblát.” Gordon Welchman megerősíti ezt a megjegyzést: "We would have been in grave trouble if each wheel had had two or three turnover positions instead of one", magyarul: „Komoly gondot jelentett volna nekünk, ha minden keréken két vagy három léptető vágat lett volna egy helyett.”
Az Enigma építői minden bizonnyal attól tartottak, hogy ezáltal lerövidülne az a periódus, amiben az ábécék megismétlődnek. Az Enigma I periódusa 26×25×26 = 16 900, ahol a középső tárcsa 25-ös szorzója az anomália miatt adódik. Valóban, a periódus lerövidült volna, ha páros számú, vagy tizenhárommal osztható számú átviteli magot alkalmaztak volna, de nem lett volna ez a helyzet a huszonhathoz relatív prím három, öt, hét, kilenc, vagy tizenegy átviteli maggal. A tengerészetnél a plusz három tárcsa (VI, VII és VIII) két-két léptető vágattal volt felszerelve. Emellett még elkerülték az Enigma I-nek azt a hibáját, hogy mindegyik keréknek ugyanannál a betűnél volt a léptető vágata. Nem így az I–V jelű tárcsáknál, amiknek a különböző helyen elhelyezett léptető vágatuknak köszönhetően azonosíthatók voltak egy crab megfigyelése után. A kódtörők a „Royal Flags Wave Kings Above” emlékeztetővel jegyezték meg az egyes helyzeteket, amik megjelennek az ablakban egy átvitel után.
A német titkosszolgálat által alkalmazott Enigma G-modell tárcsái közül három tárcsát több léptető vágattal is elláttak; voltak 11, 15 és 17 magos tárcsák. Még a fordító is forgott. Ezzel a rejtjel erősebbé vált, és gondoskodott arról, hogy a titkosszolgálaton kívül más német helyeken ne tudják elolvasni a titkosszolgálat titkosított üzeneteit. Emellett még a kapocstábláról is lemondtak. A Bletchley Park kódtörői, élükön „Dilly” Knoxszal és társával, Mavis Leverrel 1941. december 8-án ezt a kódot is megfejtették, aminek segítségével a német ügynököket már belépésüktől kezdve figyelemmel kísérhették, sőt, a Doule Cross rendszerében elfoghatták, és saját ügynökeikként használhatták. Az így szerzett információk alapján tudták, hogy mit tud a német titkosszolgálat, mik a tervei, annyira, hogy minden egyes Nagy-Britanniában tevékenykedő német ügynökről tudtak. Továbbá célzottan ellenőrizték, és manipulálhatták a német titkosszolgálat tevékenységét.
Összefoglalva a javítás lehetőségeit:
- Az involúciókon kívül más permutációk megengedése
- Fixpontok megengedése
- Több léptető vágat (3, 5, 7, 9, 11) alkalmazása
- A léptető vágatok helye minden tárcsán különböző kellene, hogy legyen
- Több, mint három tárcsa (például nyolc) használata
- Több tárcsa (például tíz) beépítése
- A tárcsák huzalozásának rendszeres megváltoztatása
- Nem involutorikus kapocstábla alkalmazása

Ez utóbbinak egy egyszerű megvalósítása lett volna, ha egy pólusú kábelt használnak a szimmetrikus kétpólusú kábel helyett. Ekkor, ha X-et U-val helyettesítettek volna, akkor ott egy U nem biztos, hogy X-be ment volna. Ezzel a kapocstábla elvesztette volna involutorikus jellegét. Ennek katasztrofális következménye lett volna a Bletchley Park kódtörői számára, mert nem használhatták volna Welchmann átlós módszerét. Nem lettek volna naprakészek.

## Feltörése

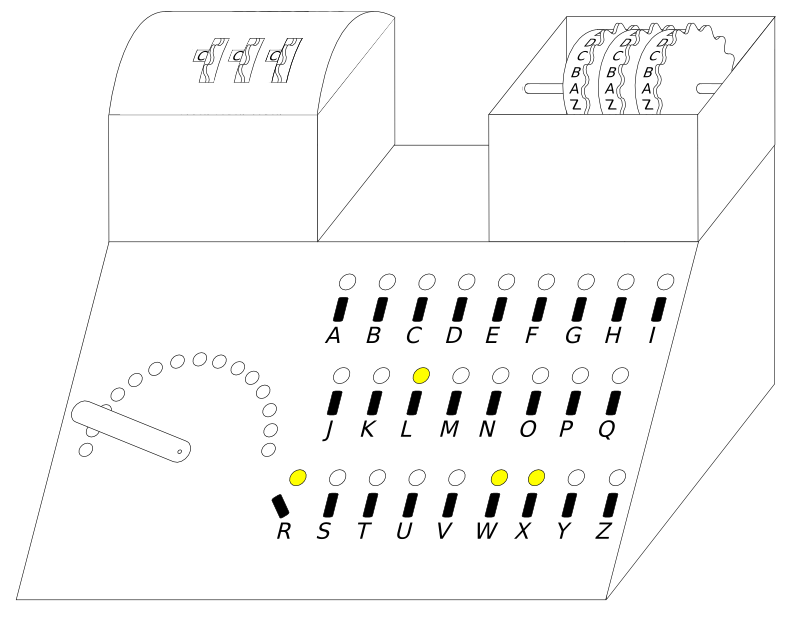
A lengyel ciklométer (1934)

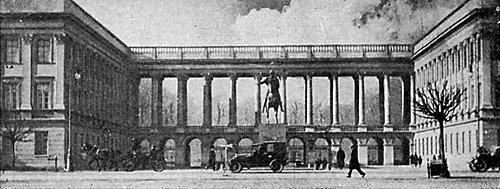
A lengyel vezérkar épülete, ahol először törték fel az Enigmát

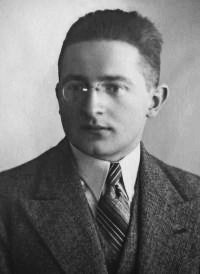
Marian Rejewski

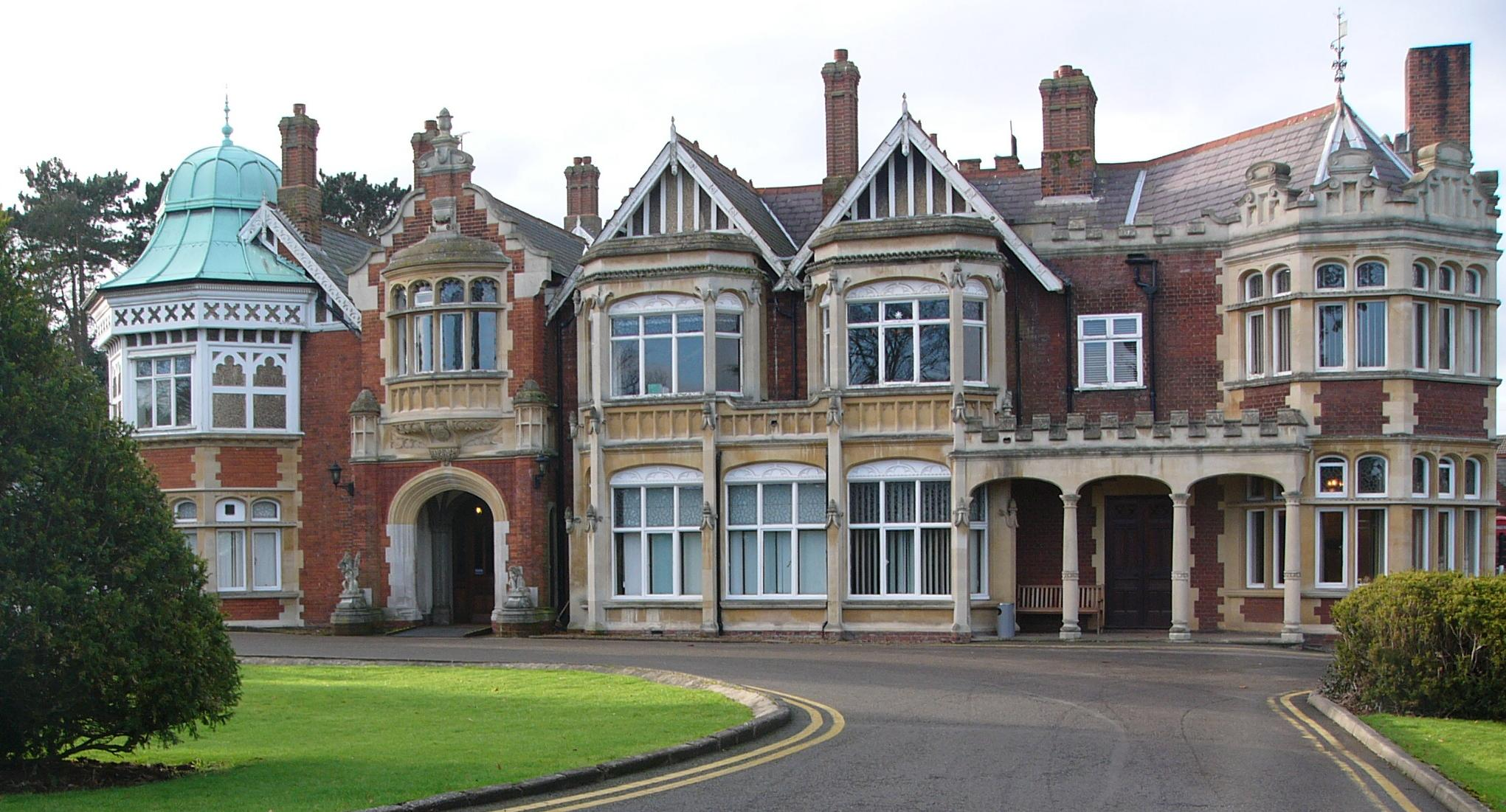
Bletchley Park múzeum

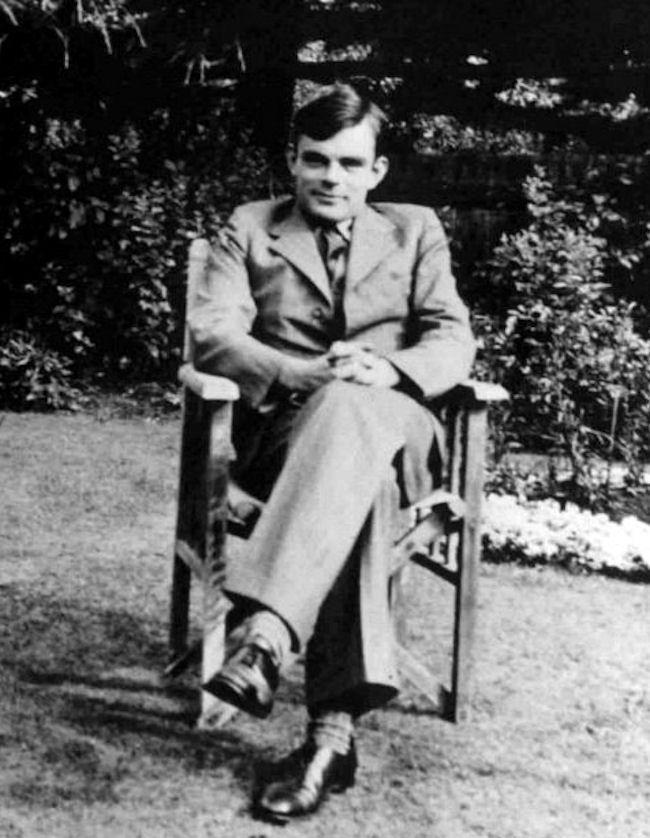
Alan Turing

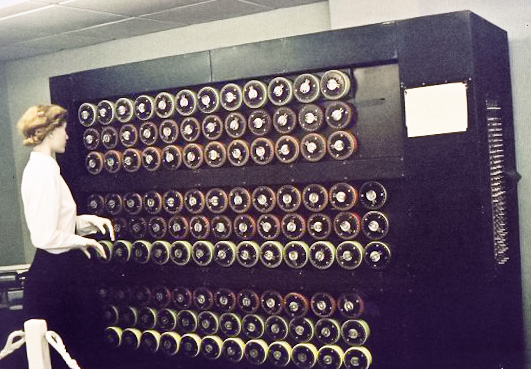
Turing „bomba”, kódfejtő gép

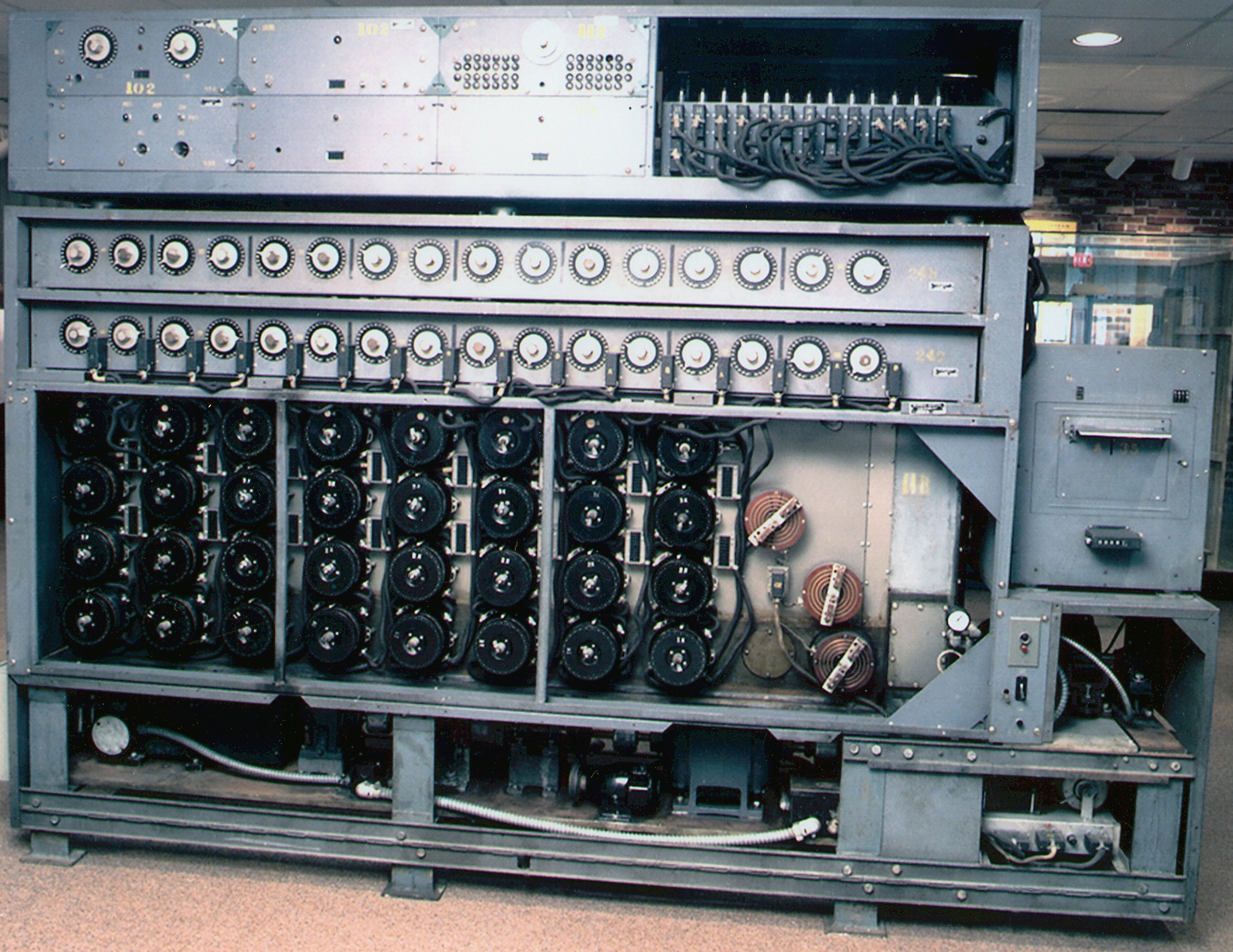
US „Bomba”, kódfejtő gép

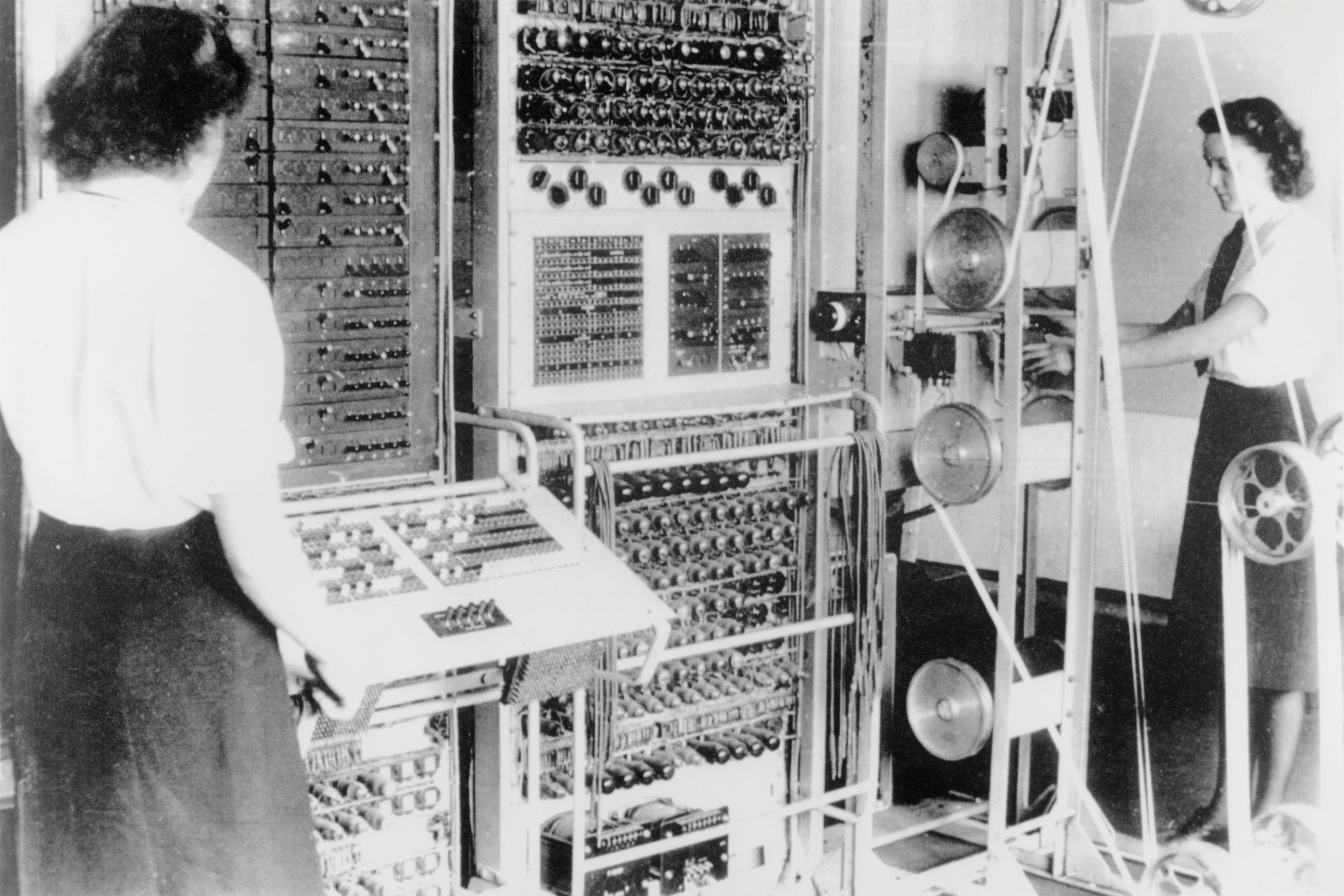
Colossus 2. számítógép

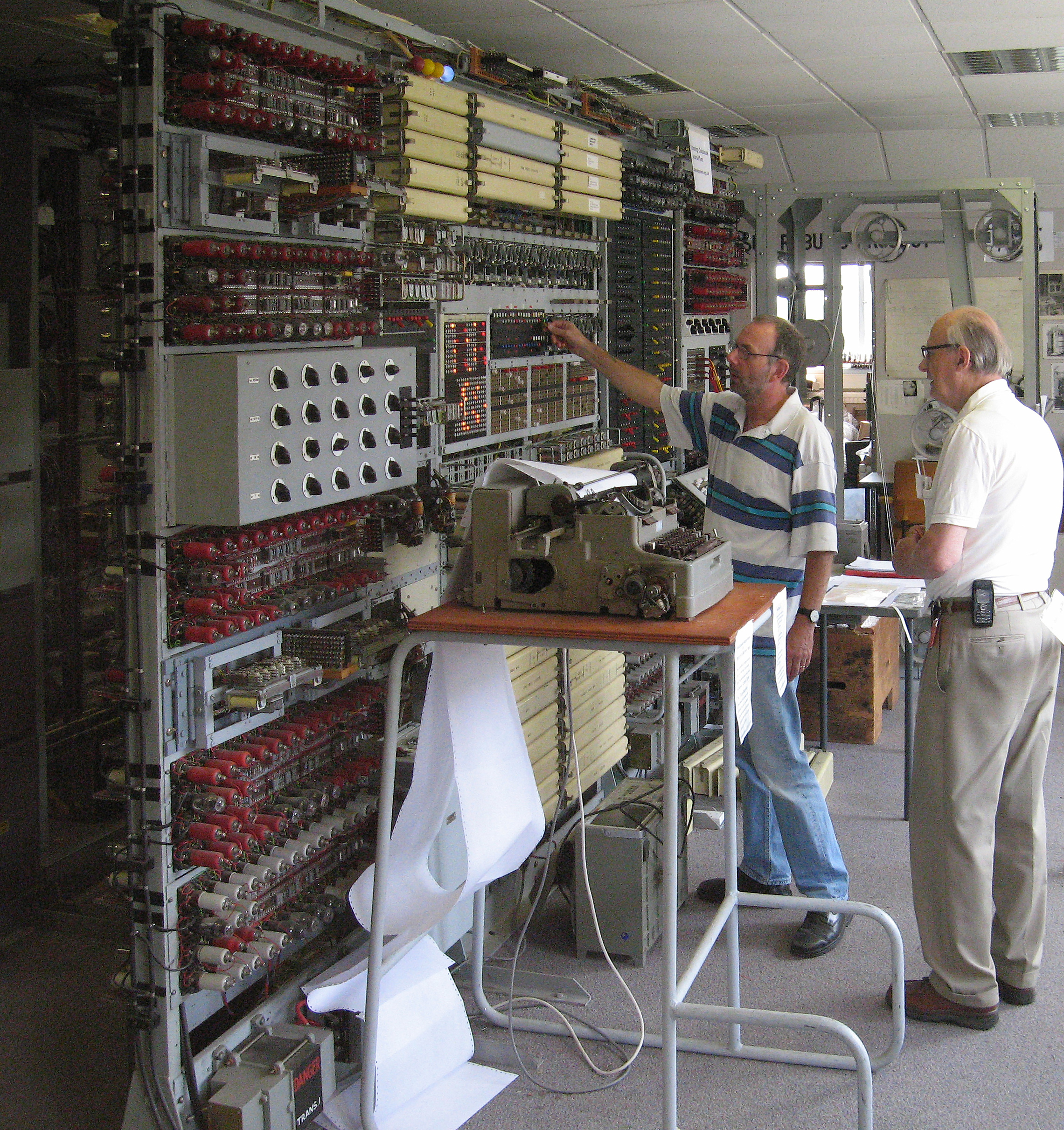
A Colossus számítógép rekonstruált változata 2006-ban

Az Enigmát használói abszolút biztonságosnak tartották, mivelhogy a géppel gyártott szövegek kézi erővel megfejthetetlenek voltak az 1918 előtt használt kódokkal ellentétben. Nem számoltak azonban azzal, hogy a gép által generált titkos szöveget egy másik gép segítségével meg lehet fejteni.
1932-ben a Franciaországnak kémkedő német Hans-Thilo Schmidt átadta a francia kriptográfusoknak, és később Gustave Bertrand tábornoknak a szeptemberi és októberi kulcstáblát, a használati utasítást (H.Dv.g.13 = Heeres-Dienstvorschrift, geheim, Nr.13), és kulcsvezetést (H.Dv.g.14). Akkoriban még csak három tárcsa volt beépítve, és a tárcsák beállítását negyedévenként változtatták. Csak 1936-tól tértek át a napi beállításra. A francia titkosszolgálat továbbította az információkat a lengyeleknek és az angoloknak.
Az Enigma feltörhetetlennek tartott kódolását az angolok és a franciák kudarcai után először a lengyel Marian Rejewski által vezetett, kriptográfusokból és más matematikusokból álló csoport törte fel 1932-ben,
Ehhez a kereskedelmi Enigma D modelljét használta fel, aminek betűsorrendje megegyezett a forgalomban levő német írógépekkel. Rejewski megtalálta a hadsereg által használt huzalozási sorrendet, ami még az angol Dillwyn „Dilly” Knoxnak is gondot okozott még 1939-ben is. Emellett Rejewski a permutációkról való szakértelmét bevetve a három tárcsa és a fordító huzalozását is kitalálta. Ez a teljesítménye az amerikai David Kahn történész szavai szerint minden idők legnagyobb kriptográfusainak panteonjába emelte. Az angol Irving J. Good kódtörő így méltatta: „A tétel, ami megnyerte a második világháborút.”
Emellett még a tárcsák beállítását és helyzetét is ki kellett találni. Ehhez Rejewski és társai, Jerzy Różycki és Henryk Zygalski a németek egy eljárási hibáját használta fel: kétszer küldték el az üzenet elején a három betűs kulcsot rejtjelezve. Ezért a nyílt szövegben megegyezett az első és a negyedik, a második és az ötödik, a harmadik és a hatodik betű. Az erre a célra épített gépekkel, a ciklométerrel és a „bombával” minden lehetséges állást kipróbáltak erre a hat betűre. Ezzel nagy mértékben csökkentették a kulcsra vonatkozó bizonytalanságot. Több adás lehallgatásával a konkrét kulcsot is megtalálták.
Miután a németek 1938. szeptember 15-én megváltoztatták az eljárást, és három hónappal később bevezették az öt tárcsás gépet, a lengyelek már nem tudták megfejteni az üzeneteket, és az Enigma újra biztonságos volt. A fenyegető veszélyt látva összes tudásukat átadták szövetségeseiknek még hazájuk lerohanása előtt. 1939. július 24-étől kezdve sor került a legendás találkozóra a Varsótól 30 kilométerre délkeletre fekvő Pyry erdejében, ahol bemutatták gépeiket az angol és francia kódtörőknek, és elmagyarázták módszereiket. Dilly Knox első kérdése ez volt: „What’s the QWERTZU?” értelemszerűen: „Mi a belépő henger huzalozási sorrendje?” Ez a kérdés már régóta gyötörte. A válasz zseniálisan egyszerű: „ABCDEFG…”
A lengyelek munkája alapján a későbbi változatokat a Bletchley Parkban állomásozó szövetséges csoport törte fel. A csoport a lengyelektől megtudott fontos információk, különösen a huzalozásokról való tudás birtokában a tízezer, majd tizennégyezer férfi és nő az úgynevezett Turing-bomba segítségével és Alan Turing vezetésével végezte ezt a fontos munkát. Turingnak az az ötlete támadt, hogy a kapocstáblát több, legtöbbször tizenkét tárcsával szimulálja. Ezzel nagy mértékben tudta csökkenteni a több mint 200 trilliárd lehetőséget.
A Turing-bomba a lengyel „bomba” továbbfejlesztése, egy elektromechanikus számítógép. Ha el lehet tekinteni a kapocstáblától és a tárcsák beállításától, akkor már csak 1 054 560 lehetőséget kell átvizsgálni. Ez kézzel még mindig reménytelen, de a Turing-bomba motorja 120-at fordult percenként, és minden fordulattal 26 lehetőséget vizsgált át, így egy Turing-bomba 1 054 560/(26×120) perc alatt végzett az összes lehetőséggel. Ez kerekítve hat óra. Hatvan Turing-bombával ez az idő hat percre rövidült. Valójában a háború végéig csak Nagy-Britanniában 210 Turing-bombát üzemeltettek.
Az átlagosnál sokkal gyakrabban előforduló szavak (angolul cribs) különleges fontossággal bírtak a Turing-bombák használatában. Ehhez segítségükre volt az, hogy a katonai üzeneteket sztereotípan fogalmazták, és gyakoriak voltak az olyan kifejezések, mint a példabeli „OBERKOMMANDODERWEHRMACHT”. Profitáltak a rutinszerű üzenetekből, például a mindig ugyanonnan, ugyanabban az időpontban sugárzott üzenetekből. Az egyik helyről érkező időjárás-jelentések ezekkel a szavakkal kezdődtek: „WETTERVORHERSAGEBEREICHSIEBEN”. Ezek a jelentések ugyanolyanok voltak az angolok számára, mintha a németek a napi kulcsot adták volna a tudtukra. Az angolok később provokálták is ezeket az üzeneteket, és az ismert tartalmú választ használták fel. Ezt nevezték „gardening”-nek (kertészkedés). Így 1940-től kezdve a világháború végéig a legtöbb német üzenetet meg tudták fejteni. 1943-ban havonta 80 000 üzenetet törtek fel; ez mintegy napi 2500 üzenet.
Ennél nehezebb feladatnak bizonyult a tengerészeti rejtjel. Ezzel csak azután boldogultak, miután 1941 májusában elfogták az U–110 tengeralattjárót egy M3-as Enigmával, és a titkosíráshoz használt dokumentumokkal, kódkönyvvel és a kulcsegyeztetéshez fontos kettősbetűkre vonatkozó eljárásokat tartalmazó kicserélési táblákkal. 1942. február 1-jén az M3-at az M4 váltotta fel, ami további tíz hónapig feltöretlen maradt, így a német tengeralattjárók újra nagy sikereket érhettek el. Ezt az eljárást a németek Tritonnak, az angolok sharknak (=cápa) nevezték. Megfejteni csak 1942. december 12-én sikerült, miután elfogtak egy újabb tengeralattjárót, az U 559-et. Az itt zsákmányolt dokumentumok tették lehetővé az új kód feltörését.
Az amerikai National Cash Register Company (NCR) Joseph Desch vezetésével több, 120 nagy sebességű Turing-bombát gyártott speciálisan az M4 feltörésére. Ezek a Turing-bombák percenkénti 2000-es fordulatszámukkal mintegy 15-ször gyorsabbak voltak elődeiknél. Ezután a német tengeralattjárók üzenetei többé nem voltak biztonságosak.
A Colossus számítógépek elektronikus úton működő első példánya 1943 végére készült el. Lényege annyi volt, hogy a németek által kódolt információkat egyszerűen minden létező kombinációban megpróbálták visszafejteni („nyers erő” módszer). Az 1 054 560 lehetőség átvizsgálásával a Colossus másodpercenkénti 25 000 karakteres sebességével 1 054 560/25 000=42,18 másodperc alatt végzett. Összesen tíz darab készült. A gépeket és leírásaikat megsemmisítették a háború után, egyetlen leírás maradt fenn, amelynek titkosságát csak 2000(!) szeptemberében oldotta fel a brit kormány.
A németek által forgalmazott hatalmas mennyiségű titkosított üzenetekből nem mindet sikerült megfejteni (néhányat a mai napig nem), de az így nyert, a britektől ULTRA kódnevet kapott hírszerzési információknak köszönhetően a szövetségesek a háborúban jelentős előnyhöz jutottak.

### A dekódoló gépek különbözősége
A lengyel ciklométer és a „bomba” egyszerű mechanikus szerkezet volt. (A „bomba” nevet az időzítőhöz hasonló ketyegéséről kapta.) A német üzenetkezdés hibáját használták ki, mivel ismerték az első hat betű összefüggését. Az angol, és később az amerikai Turing-bomba már algoritmus szerint dolgozott, és elektromechanikus számítógépként működött. Ezek a gépek már logikai függvényeket használtak. Ezen túlmenően alapvető különbség még a gépek sebességében volt. A Colossus elektronikus elven működő, programozható, digitális számítógép volt, Turing algoritmusát felhasználva, és továbbfejlesztve építették meg.

### Hatása a történelemre
Az ULTRA pontos hatásáról a mai napig viták folynak, de az általánosan elfogadott nézet szerint a német titkosítás feltörése két évvel rövidítette meg a háborút.
Bár az Enigma titkosításának is voltak kriptográfiai gyenge pontjai, a kód elméletileg feltörhetetlen volt, és csupán egyéb, gyakorlati hibák kihasználásával sikerült feltörni: eljárási mulasztások, kezelői hibák, ellenségtől zsákmányolt Enigma gépek és kódkönyvek stb.
Az Enigma feltörése nemcsak hadi és taktikai előnyöket biztosított a szövetségesek számára, hanem lehetővé tették a német hírforgalom ellenőrzését is: lehallgathatóvá váltak a német titkosszolgálatok, a hadsereg, a légierő, a haditengerészet, a vasút, a posta, a rendőrség üzenetei, és betekintést nyertek a birodalmi vezetés stratégiai és gazdasági terveibe. A szövetségesek nagyra becsülték az így nyert információk hitelességét, ami a más értesüléseknél nem állt fenn. Az angolok így a háború elején még korlátozott erőforrásaikat célzottan a németek gyengéi ellen tudták fordítani, és később előnyeiket még jobban kihasználni.
Stuart Milner-Barry angol sakknagymester, az Ultra egykori munkatársa írta: „Talán az antik kor óta ez volt az első olyan háború, amiben az egyik fél folyamatosan hozzáférhetett az ellenséges hadsereg titkos üzeneteihez.” Egy, a háború utáni amerikai jelentés szerint: „Az Ultra olyan önbizalommal ruházta fel a [szövetséges] politikai és a hadi vezetést, ami a döntéshozatalra is kihatott. Megnyugtató érzés ismerni az ellenséget. Az idő folyamán ez az érzés egyre fokozódik azáltal, hogy a lehető legjobban megismeri gondolatait, szokásait és tetteit. Ezzel a tudással már nem kell félni, és nincs szükség nagyfokú óvatosságra sem. Magabiztosabbak, nyugodtabbak, energikusabbak lehetünk.”

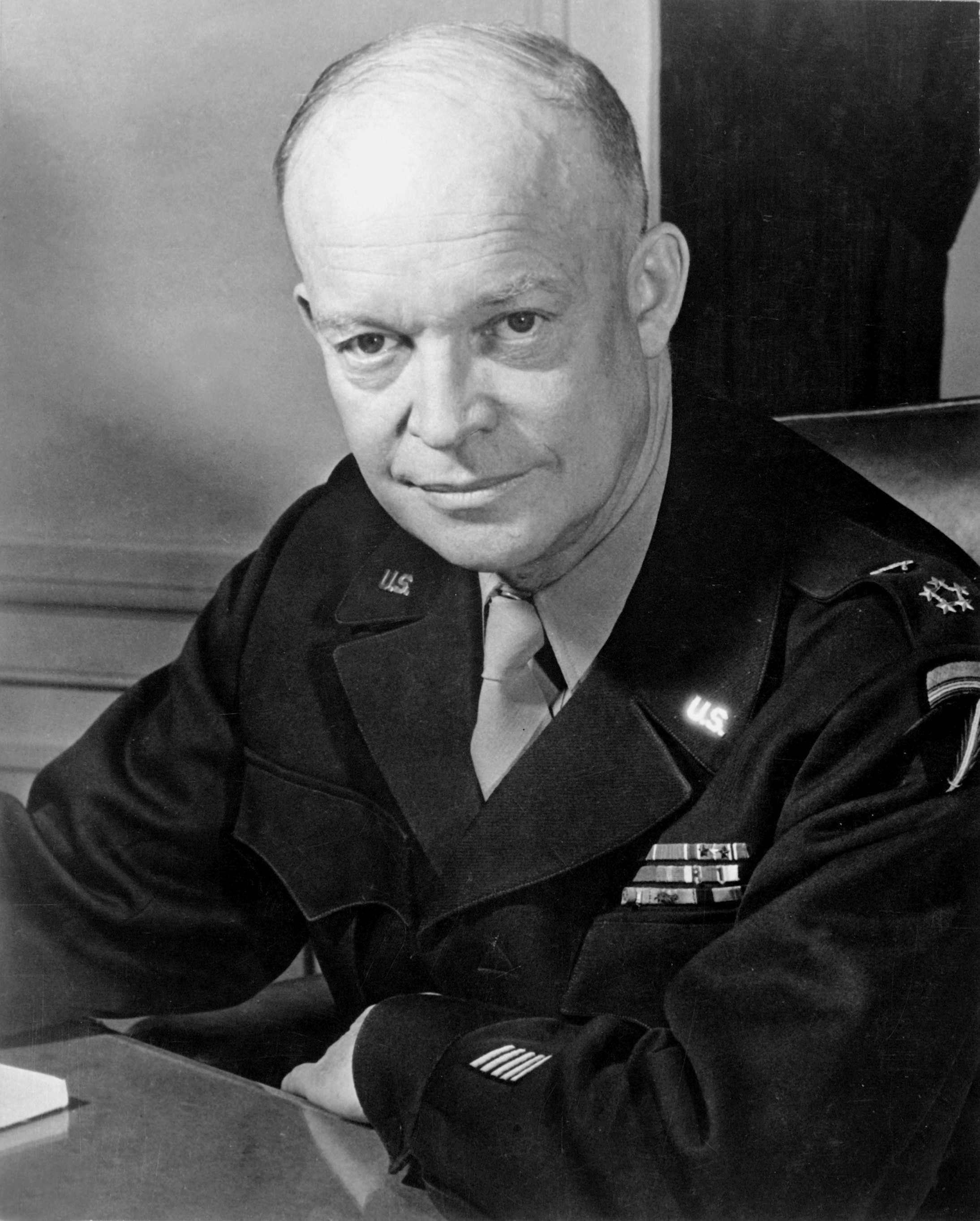
Dwight D. Eisenhower tábornok az Ultrát döntőnek nevezte a győzelem szempontjából

Zbigniew Brzeziński lengyel születésű amerikai politológus, Jimmy Carter amerikai elnök nemzetbiztonsági tanácsadója Dwight D. Eisenhower tábornokot idézte, aki az Ultrát döntőnek nevezte a győzelem szempontjából. Władysław Kozaczuk és Jerzy Straszak lengyel történészek írták: „széles körben elterjedt vélemény, hogy az Ultra legalább két évnyi háborútól kímélte meg a világot, és talán Hitler győzelmétől is.” Hasonlóan nyilatkozott Sir Harry Hinsley, angol történész, a Bletchley Park munkatársa:  „nem kevesebb, mint két évvel rövidítette le a háborút, de talán négy évvel is.”

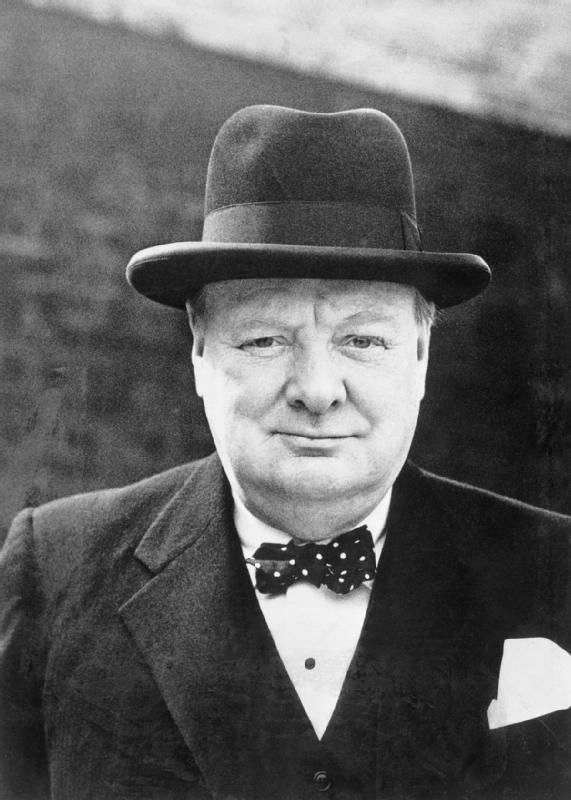
Winston Churchill: „Az Ultrának köszönhettük, hogy megnyertük a háborút”

Stuart Milner-Barry azt a véleményt képviselte, hogy: „Ha nem tudtuk volna a legválságosabb időkben és hosszabb időszakokig elolvasni a tengeralattjárók rejtjeles üzeneteit, akkor elvesztettük volna a háborút.” 2003-ban, az Imperial War Museum kiállításán, a Secret War-on (=titkos háború) Winston Churchillt idézték, aki azt mondta a királynak: „Az Ultrának köszönhettük, hogy megnyertük a háborút.”
Gordon Welchman, az angol kódtörők egyik vezetője írta: „We were lucky” magyarul: „Szerencsénk volt”. Könyvében, a The Hut Six Story-ban megírta, hogy hogyan igyekeztek a szövetséges kódtörők lépést tartani a németek biztonsági fejlesztéseivel. Néha késpengén táncoltak, de újra és újra nekik kedvezett a szerencse.

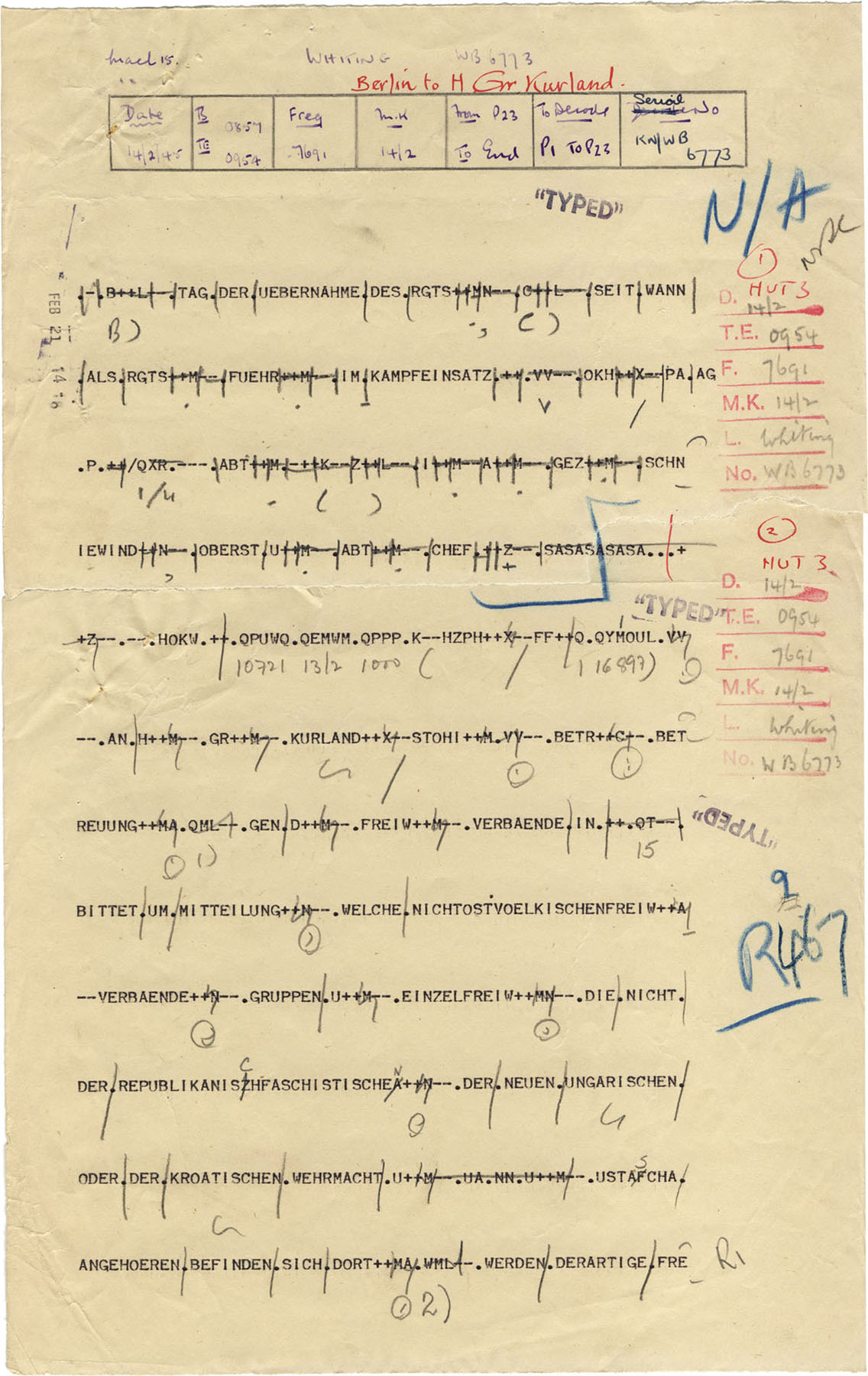
Egy részben megfejtett német üzenet. 1945. február 14.

David Kahn hozzátette: „A kódtörők sikere néhány nagyszerű ötleten alapult. […] Ha Marian Rejewskinek 1931-ben, Lengyelországban, és Alan Turingnak és Gordon Welchmannak 1939-ben Nagy-Britanniában nem lettek volna ezek az ötletei, akkor az Enigmát valószínűleg nem törték volna fel. Az az elképzelés tehát, hogy a szövetségesek nem tudták volna feltörni a gépet, nem légüres spekulációk, hanem több minden is alátámasztja ezt a lehetőséget.”
Emellett David Kahn ezt is írta: „A szövetségesek képessége arra, hogy feltörjék a németek kódját, és minden üzenetüket elolvassák, győzelemről győzelemre segítette őket Európában. Az atlanti csatában, a második világháború egyik legfontosabb összecsapásában, a szövetségesek konvojukat a német tengeralattjárókhoz irányíthatták, mivel tudták, hogy merre kószálnak ezek a farkasfalkák. Elkerülhették a bénító veszteséget, és az embereket és a javakat biztonságban szállíthatták Nagy-Britanniába. Később, Európa megszállásakor (ami Hitler birodalmának legyőzéséhez vezetett) a német üzenetek elolvasása segített a szövetségeseknek az ellentámadásokat előre látni és elhárítani. Ezzel a németek gyenge pontjai is felismerhetővé váltak, aminek eredményeként a szövetségesek eljutottak a Ruhr-vidékre, és Berlinbe is. A szovjet kódtörők szintén meg tudták fejteni a németek titkos információit, ami hozzájárult győzelmükhöz a keleti fronton.”

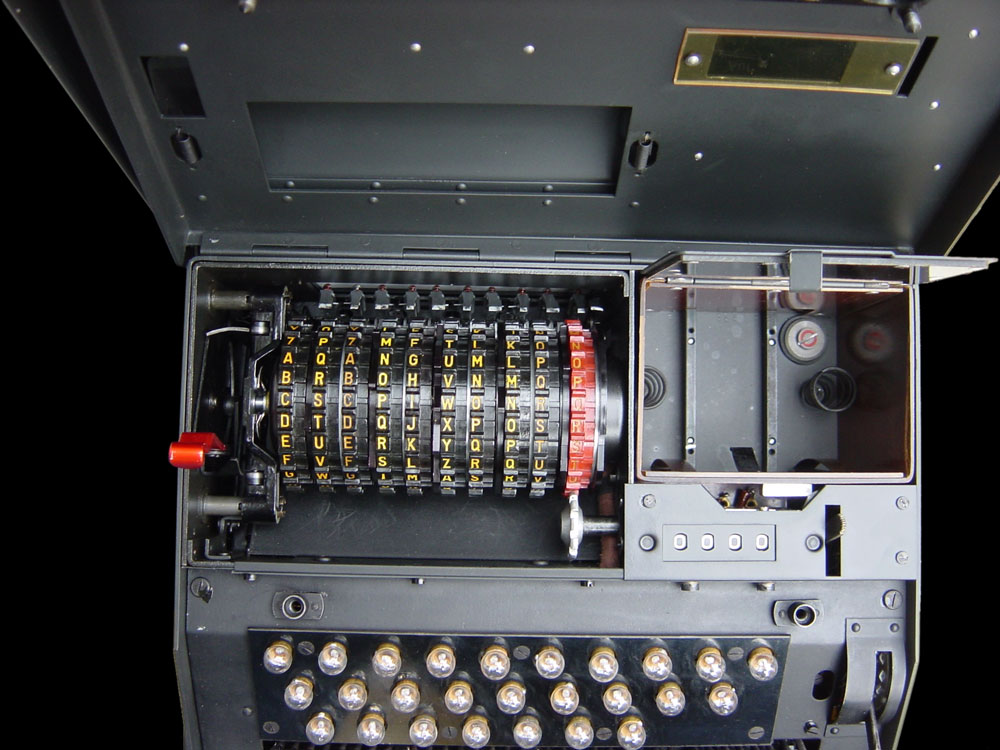
A svájci hadsereg által 1946-tól használt Nema az Enigma javított változata. Habár a tárcsák léptetése szabálytalan volt, tartalmazott fordítót, annak összes hibájával

A Bletchley Park kódtörői figyelemre méltóan titoktartóak voltak. A megfejtett adások szigorúan titkosak voltak, és azok is maradtak egészen 1974-ig. Churchill ezekkel a szavakkal méltatta őket: „My geese that laid the golden eggs and never cackled” magyarul: „Az én aranytojást tojó és soha sem gágogó lúdjaim.” A németek még azt sem tudták, hogy az Ultra létezik. A Bletchley Parkban csak egy kém volt, John Cairncross, de ő Sztálinnak kémkedett.
A németek több gyanús esemény után sem vették észre, hogy az Enigma nem biztonságos. Több vizsgálatot is végeztek ugyan, de mindegyik ezzel ellentétes eredménnyel zárult. Azok, akik más következtetésre jutottak, inkább hallgattak, nem mertek kétségeikkel előállni. Pedig könnyű lett volna kideríteni, hogy az ellenség olvassa-e az üzeneteket. Hugh Sebag-Montefiore angol történész azt vetette fel, hogy küldhettek volna a géppel egy csali üzenetet, amiben például két tengeralattjáró-tankhajó találkozásáról van szó az Atlanti-óceán egy olyan pontján, amerre nem szoktak ellenséges hajók járni. Ha a megbeszélt időpontban az ellenség felbukkan a megadott helyen, akkor biztos, hogy a gép már nem gyárt biztonságos üzenetet.

## Fennmaradt példányai
A háború után a győztes hatalmak, főleg Nagy-Britannia és az Amerikai Egyesült Államok sok zsákmányolt és utángyártott Enigmát adtak el a Közel-keletre és Afrikába. Ott a gépeket egészen 1975-ig használták, és ezzel a nyugati hatalmak betekintést nyertek az ottani országok üzenetforgalmába. A máig megmaradt kevés működőképes példány gyűjtői árakon cserél gazdát; ez ötjegyű ár euróban. Például 2006 áprilisában egy Enigmát 55 050 euróért adtak el.
Az Enigma feltörését az 1974-ig titok övezte, de azóta a gép iránti érdeklődés megnőtt, és számos európai és amerikai múzeumban állították ki fennmaradt példányait. A müncheni Deutsches Museumban a három- és a négytárcsás változat is megtekinthető, számos kereskedelmi változattal egyetemben. Legközelebb Ausztriában, a Technisches Museum Wienben, egy háromtárcsás példány tekinthető meg. Az NSA marylandi központjában található Nemzeti Kriptológiai Múzeumban egy máig működő Enigmán lehet kipróbálni a sifrírozás hogyanját és mikéntjét. Az Enigma kiállított példányai emellett megtekinthetők az USA számítógéptörténeti múzeumában, a Bletchley Park múzeumában Angliában, a lengyel hadsereg varsói múzeumában, valamint Ausztrália, Dánia, Németország, Nagy-Britannia és az USA egyéb múzeumaiban is. Árveréseken egy Enigmáért a gyűjtők akár 20 000 amerikai dollárt is megadnak.

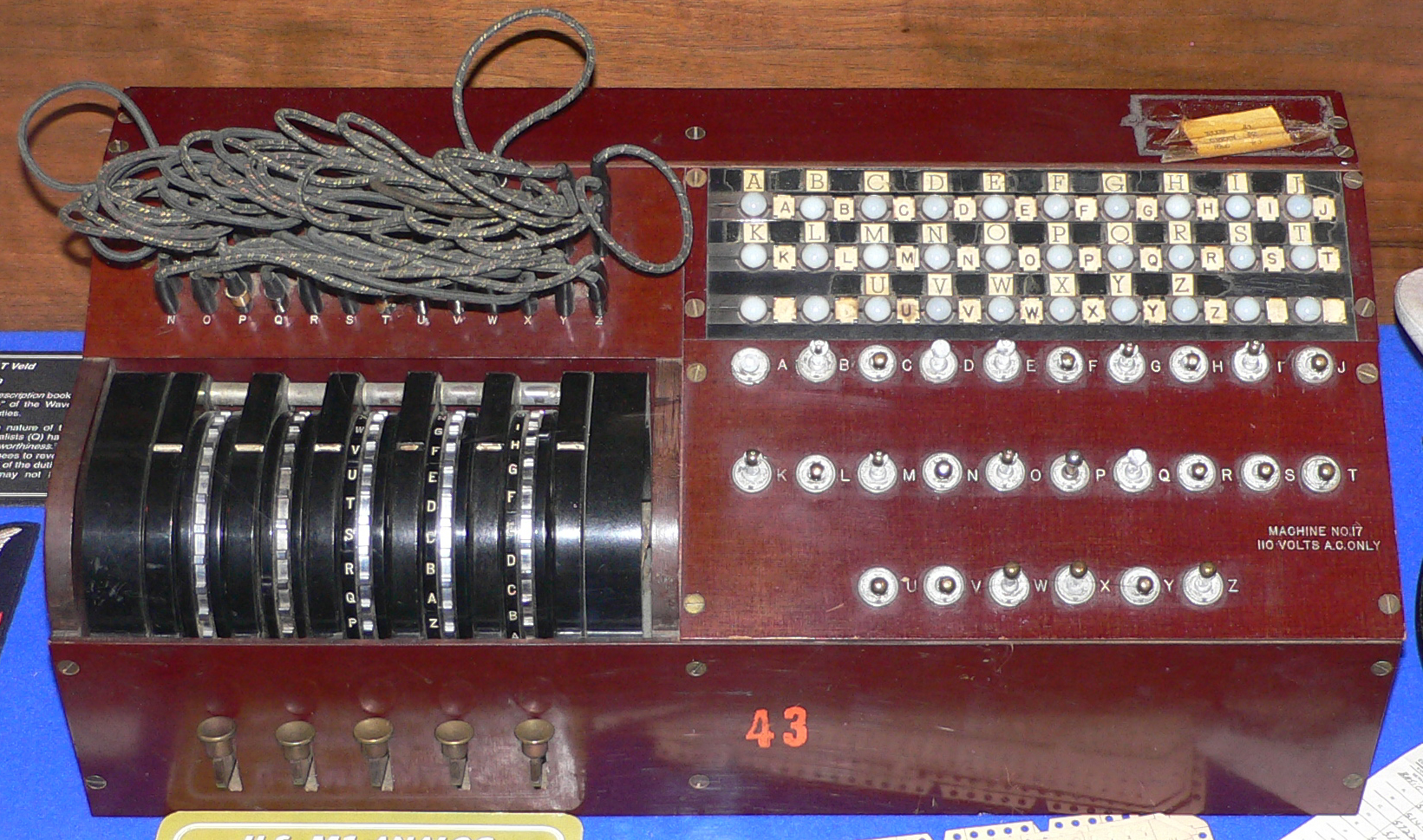
Egy Enigma az amerikai Nemzeti Kriptológiai Múzeumban, Fort Meade, Maryland, USA

2000. április 1-jén a G312. számú ritka Abwehr Enigmát ellopták a Bletchley Park múzeumából. Szeptemberben egy levélben 25 000 angol font váltságdíjat követeltek, máskülönben a gépet megsemmisítik. 2000. október elején a Bletchley Park bejelentette, hogy kifizetnék a váltságdíjat, ám a zsarolótól nem kaptak választ. Nem sokkal ezután a gépet névtelenül elküldték Jeremy Paxman BBC újságírónak, ám három tárcsa nélkül. 2000 novemberében Dennis Yates régiségkereskedőt letartóztatták, miután a hiányzó alkatrészek visszajuttatásával kapcsolatban felhívta a The Sunday Times újságot. Az eset után az Enigma visszakerült a Bletchley Parkba. 2001 októberében Yatest tíz havi börtönbüntetésre ítélték orgazdaságért és zsarolásért, bár ő továbbra is azt állította, hogy csak közvetítő szerepet játszott. Yates három hónap börtön után szabadult.
2008 októberében az El País spanyol napilap arról számolt be, hogy leltározás közben a spanyol hadsereg főhadiszállásán 28 Enigmára bukkantak. Ezeket a gépeket a spanyol polgárháborúban használták, és bár Alfred Dilwyn Know brit kódfejtő 1937-ben feltörte Franco tábornok Enigmáit, a köztársaságiakhoz nem jutott el az üzenetek tartalma, és nekik nem sikerült a kód feltörése. A nacionalista kormány az 1950-es évekig használta az Enigmákat, és végül összesen 50 gépet vásárolt.

### Származtatott változatai

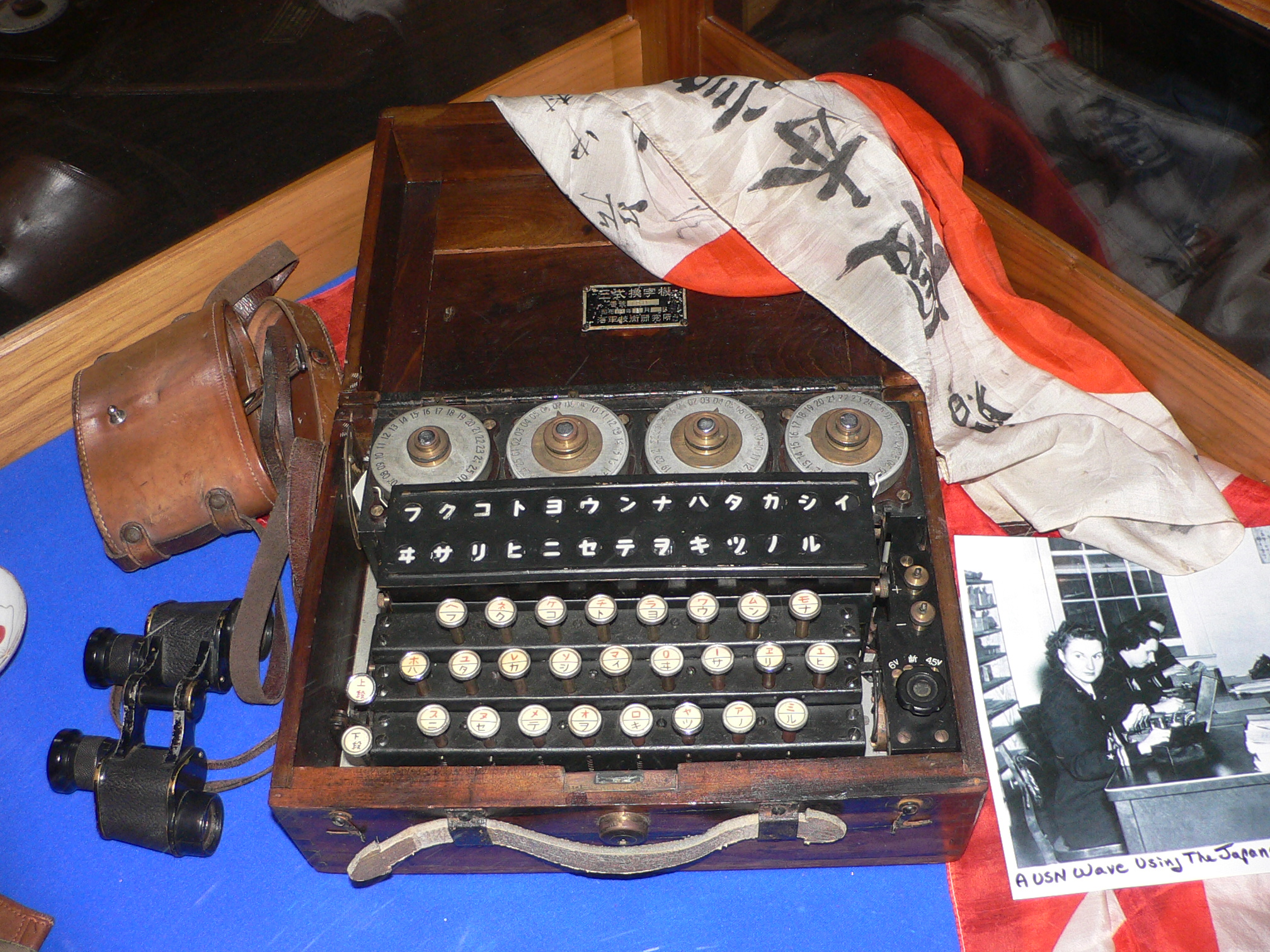
A GREEN kódnevet kapott japán Enigma klón

Az Enigma nagy hatással volt a rejtjelező gépek tervezésére, és számos tárcsás sifrírozó készülék alapjául szolgált. A brit Typexet az eredeti Enigma szabadalmai alapján építették – olyan részekkel is rendelkezik, amelyek a szabadalmi bejegyzésben még szerepeltek, de a megépített Enigmában már nem. Az Enigma egyik japán klónjának az amerikai kriptográfusok a GREEN fedőnevet adták. A négy, vízszintesen elhelyezett tárcsából álló GREEN-t keveset használták.
2002-ben a holland Tatjana van Vark az Enigma alapján épített egy szokatlan készüléket. A gépnek 40 állású tárcsái vannak, amelyek betűket, számokat és néhány írásjegyet tartalmaznak. Mindegyik tárcsa 509 részből áll.

## A kultúrában
Az Enigma több filmben is szerepel, amiben háttérként a tengeralattjáró-háború szolgál.
A Herbert Wise által rendezett A kód feltörése (1996) című film Alan Turing életéről és haláláról szól – Andrew Hodges "Alan Turing: The Enigma" könyve alapján készült-, akinek központi szerepe volt az Enigma kódjának feltörésében a második világháború Nagy-Britanniájában. A filmben Turingot Derek Jacobi alakította. 2014-ben Kódjátszma (The Imitation Game) címen újra megfilmesítették a könyvet, a főszereplőt ezúttal Benedict Cumberbatch játszotta.
Az 1979-es Sekret Enigmy film lengyel szemszögből mutatja be az eseményeket.
Az 1983-as Whiz Kids televíziós sorozat 12. részében felbukkan egy Enigma gép is.
Neal Stephenson regénye, a Cryptonomicon főként az Enigma különböző változatainak feltöréséről, és az angol és amerikai kriptográfusok erőfeszítéseiről szól. Továbbá bemutatja Karl Dönitzet, a német tengeralattjáró-flotta parancsnokát, aki használja a kódot, mit sem sejtve arról, hogy az fel van törve.
Az A királynő titkosügynökei (2001) háborús vígjátékban négy szövetséges katona ejtőernyővel ér földet Németországban, hogy nőnek öltözve ellopjanak egy Enigmát. Közben megtudják, hogy a szövetségeseknek már van egy példányuk, és ők csak azért vannak itt, hogy megtévesszék a németeket. Főszerepben Matt LeBlanc és Eddie Izzard.
Az EnigmaWarsaw egy Varsóban játszott kincsvadász játék, ami segít elképzelni a háború előtti Varsót. Szervezője a StayPoland utazóügynökség. A játék neve emlékeztet a lengyel Marian Rejewski, Jerzy Różycki és Henryk Zygalski kriptográfusok úttörő munkájára.
Wolfgang Petersen 1981-es A tengeralattjáró című német filmklasszikusa Lothar-Günther Buchheim azonos című 1973-as regényéből készült. Itt a gépet az elfogott rádióadások megfejtésére használják. Az M4 alkalmazása történelmileg nem hiteles, mivel először 1942. február 1-jén állították szolgálatba, és a regény, illetve film cselekménye 1941 őszén és kora telén játszódik. Ezért csak egy M3-as lett volna hiteles.
Az U–571 (2000) című amerikai–francia filmben amerikai tengerészek zsákmányolnak egy Enigmát egy német tengeralattjáróról. A filmet különösen az angolok kritizálták, hiszen valójában nem amerikaiak voltak a hősök, hanem angolok, így a film nem tekinthető hitelesnek.
Robert Harris Enigma című regényéből Michael Apted készített filmet azonos címmel, mely a Bletchley Park-i angol kódtörők munkáját mutatja be. A film tele van különböző kortárs darabokkal, amik a Bletchley Park-i múzeum eredeti példányai. A különféle rádióadások eredeti átiratok alapján készültek, a kódolás valósághű. A film végére lelepleződik egy lengyel kódtörő árulása, aki megpróbálja a németeknek elárulni az Enigma-titkot. Ez nem felel meg a történelmi hitelességnek: valójában nem volt áruló a Bletchley Parkban. Másrészt nem volt ott lengyel kódtörő, mert az angolok nem engedtek oda külföldit, még Marian Rejewskit sem. Különösen azért kritizálják a lengyelek, mert éppen egy lengyelt ábrázoltak árulóként, holott a legkevésbé a lengyelek adtak volna ki titkokat a németeknek. Sőt, az olyan lengyel kriptoanalitikusok, mint Marian Rejewski, Jerzy Różycki és Henryk Zygalski háború előtti eredményei nélkül valószínűsíthetően nem sikerült volna az angoloknak megfejteniük a rádióadásokat, és megnyerniük a háborút.

## Autentikus rádióadások
```
- 83 – ADJ JNA -

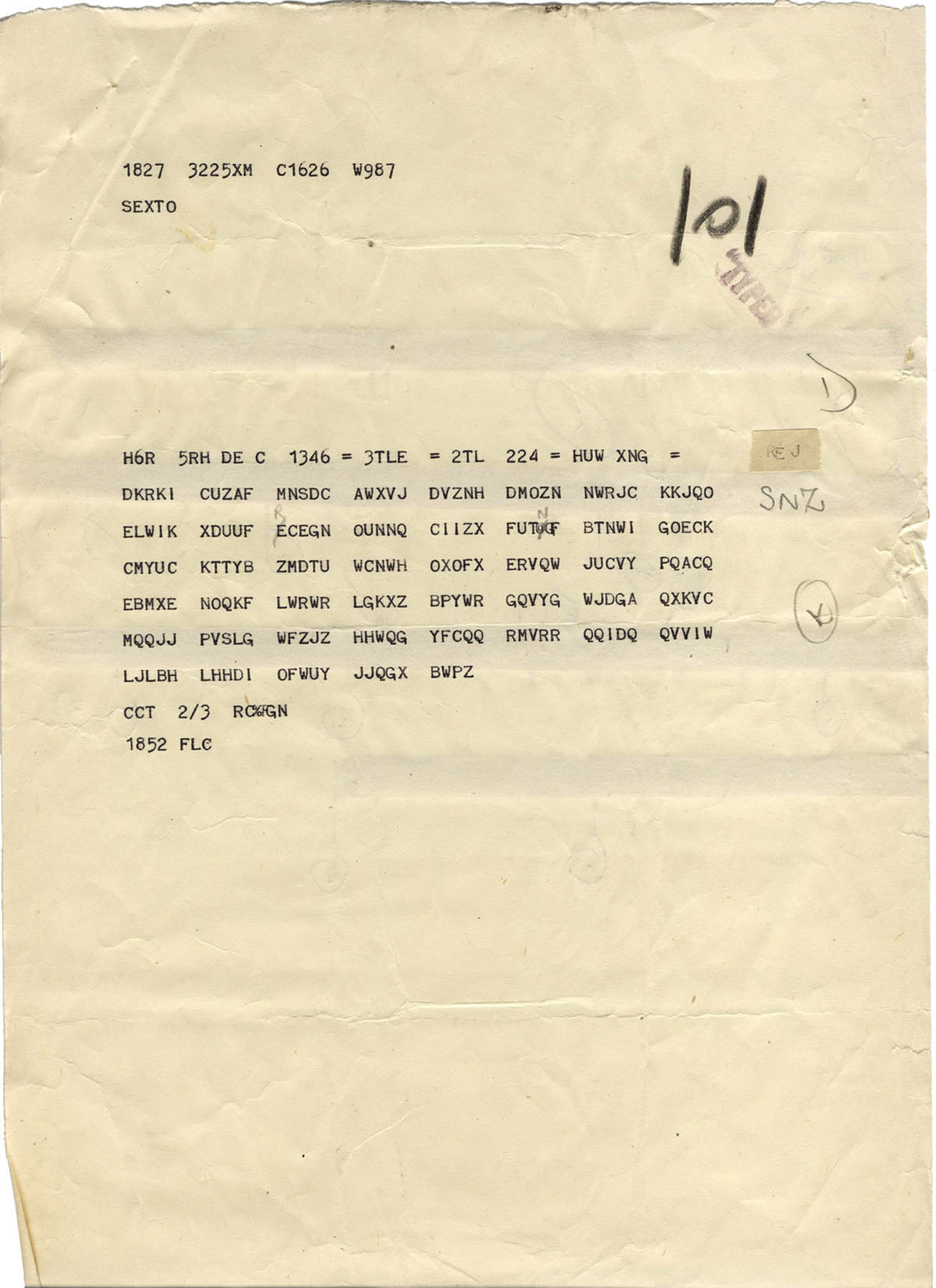
Elfogott, kódolt üzenet.

LMHNX WEKLM UERDS EVHLC JSQQK VLDES ANEVT YEDGI ZQDOD RMDKG
SXGSQ SHDQP VIEAP IENLI CLZCL LAGWC BJZD
```

```
- 149 – TLS CMU -
FTMKV DRJMG FBUDK LZCTR FLTUU IWVJL OYKYX GDCKJ TMDFB WNLZQ
JAXHP GGKFG SBZOQ KQKUK TINMH BAJOO AUILA QVFTK LSTMM XGAQL
CNHUW LFHKA ULTXT BIVIF EWWDY PUCNS TPJHR OBWHE KYUSB CANYC
W
```

```
- 167 – MRJ LLT -
KLIBM ERJAR WMMHJ STHOY OOIQB HSSZU EOOKF TASXN XVYWE SCTCH
NRNBL ZPEBH XPAQE DFNYS XHMNI HRARO UNBMD ZRZDN WTGUI UCBZN
ZTFJA EKOMJ AZILN RKVFD UNIEW ILZVL KQYYJ ANKXG NNNHT EMAVD
FXKAY MLWCV QDFWX LO
```

```
- 186 – DOQ VHZ -
PBNXA SMDAX NOOYH RCZGV VZCBI GIBGW HMXKR RVQCF JCZPT UNSWA
DDSTI GQQCS AGPKR XXLOM GFXAP HHMRF SDKYT MYPMV ROHAS QYRWF
WVAVG CCUDB IBXXD YZSAC JSYOT MWUCN WOMHH JPYWD CCLUP GSWCL
MBCZS SYXPG MGMQX AUFUL NOZEQ ENHEI ZZAKL C
```

```
- 195 – EHW TNH -

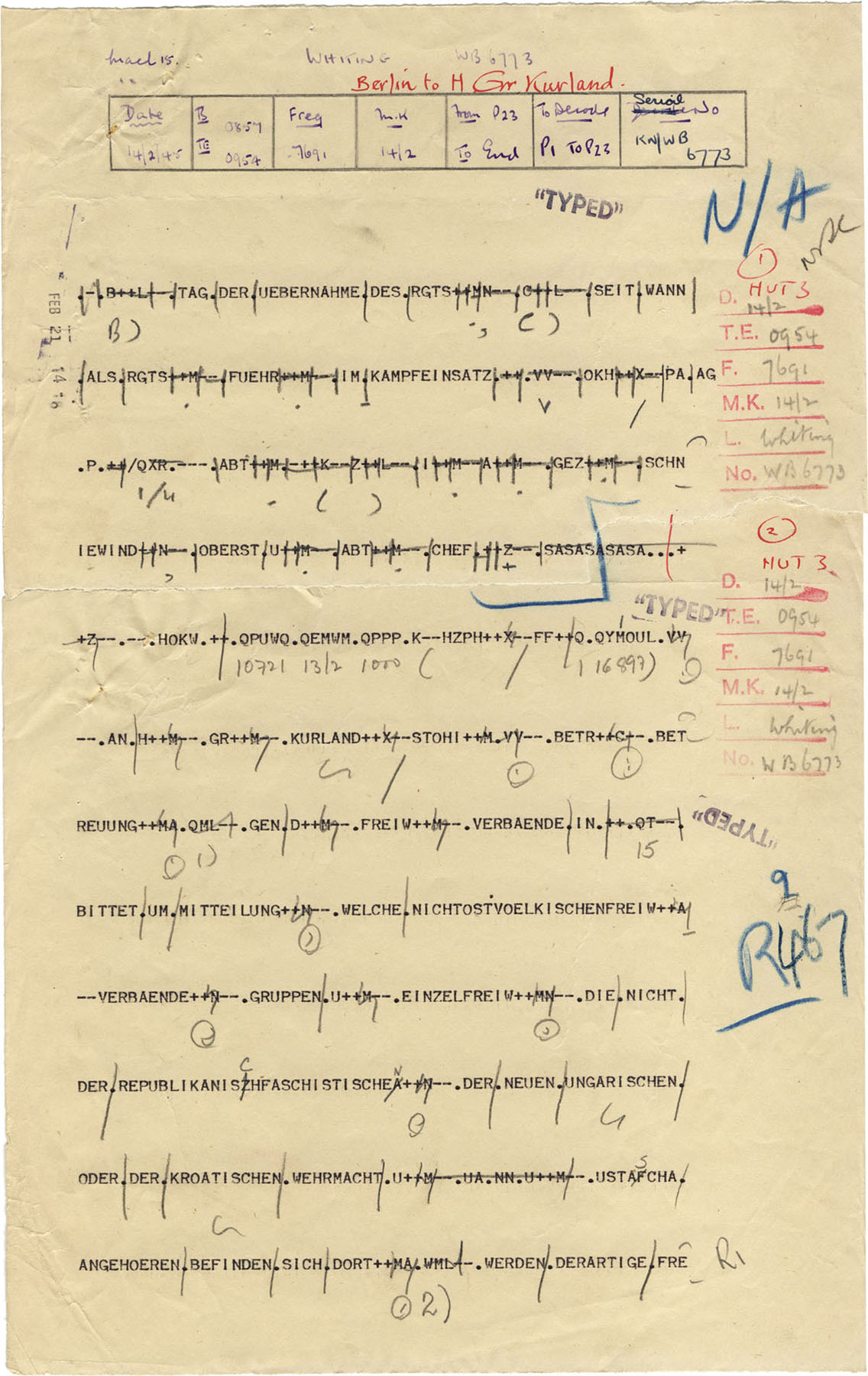
Egy részben megfejtett német üzenet. 1945. február 14.

ABTWU GWDMP OGKMQ KBHGK HROUP RMYQY INHSA MWFBP CDQRG LDBFK
YNXPP DIQHE AOIFQ AOLRZ ZFPDJ MCGEC TAHHQ MVUYA JIAWM WSOYU
UTLEP AVZKG HJWCD LOQHW IMSTC LQDNP VCFCN FRUYR GSSJH ORQMU
IFFYU WYNTA XPYIX MYTEE FTDCV EHUOA DCPLM APCAU JJYUK
```

```
- 232 – KPL ZFT -
IKPKE WZVTB TXWID JCJAN MPWQZ RKUGF TBBAL IERPD BCDVM ARZEL
XXWKF ABVKI WFXDV HJGRR CUCQN YQGAE PNOYN LIYLC DGKYL TXTYP
IVDGP YMZLY UXWQS FQLCB DELAN PXXWH TDMNQ ENFWA TJVHO EUPGO
CQJCF WSLJR EJJFL TJFJT UIYKT
```

```
- 241 – SDV RUD -
TAZUK DVNNF AZOUV YYSXO ZLRJO TMMXK AWPVU TTUXS LAQOX GQUKX
XKXAL URHGR SUOHD FJTRE TLFKD MGDXE MWIXX INTLG EDKVL RTJFX
RFOIE NNIRR WFKTI BVFVE LLAWR GJNVB YHBZS CJVTZ PDBGV PBNNA
LNAKX OUOJG WLJXO UXHDS HXJOU HVBVF DOLMN LYNVC MRGKK YTOCP
DUEVN FMIPT GGJYA YBDES P
```

```
- 272 – PPS QJH -
QSDCK HQOGN OSAIC GADNM PJIAI NPWBM VLTKQ YUDII GWSHT TZEYE
CCHFJ CNYBC HXZNE KOOMV SOLLS NDDGR RXPMS GFOPY SJFSY SBYBS
CSKDP IOBQM HSFKV MCSMD HYJNO CHB
```

További adásokat lásd még a további információk között: A Wehrmacht kódjának megfejtése.

## Fordítás
- Ez a szócikk részben vagy egészben az Enigma machine című angol Wikipédia-szócikk ezen változatának fordításán alapul.  Az eredeti cikk szerkesztőit annak laptörténete sorolja fel. Ez a jelzés csupán a megfogalmazás eredetét és a szerzői jogokat jelzi, nem szolgál a cikkben szereplő információk forrásmegjelöléseként.
- Ez a szócikk részben vagy egészben az Enigma (Maschine) című német Wikipédia-szócikk ezen változatának fordításán alapul.  Az eredeti cikk szerkesztőit annak laptörténete sorolja fel. Ez a jelzés csupán a megfogalmazás eredetét és a szerzői jogokat jelzi, nem szolgál a cikkben szereplő információk forrásmegjelöléseként.